# Kongresshalle (Nürnberg)
Die Kongresshalle ist ein unvollendetes Gebäude auf dem Reichsparteitagsgelände in Nürnberg. Sie ist das größte noch bestehende Relikt nationalsozialistischer Herrschaftsarchitektur und nach Prora und dem Flughafen Berlin-Tempelhof der drittgrößte erhaltene nationalsozialistische Monumentalbau überhaupt. Sie sollte laut Grundsteinlegungsurkunde „auf Jahrtausende hinaus dem Parteikongreß der NSDAP eine Stätte […] bieten“ und als Aufbewahrungsort der Reichskleinodien dienen. Die Kongresshalle steht seit 1973 unter Denkmalschutz. Im Jahr 2021 kam sie international in die Schlagzeilen, weil die Stadt Nürnberg während der auf acht Jahre veranschlagten Sanierung des Opernhauses dort dessen Interimsspielstätte unterbringen will und hierzu im Innenhof dauerhaft einen neuen Baukörper einfügen will.

## Gebäude

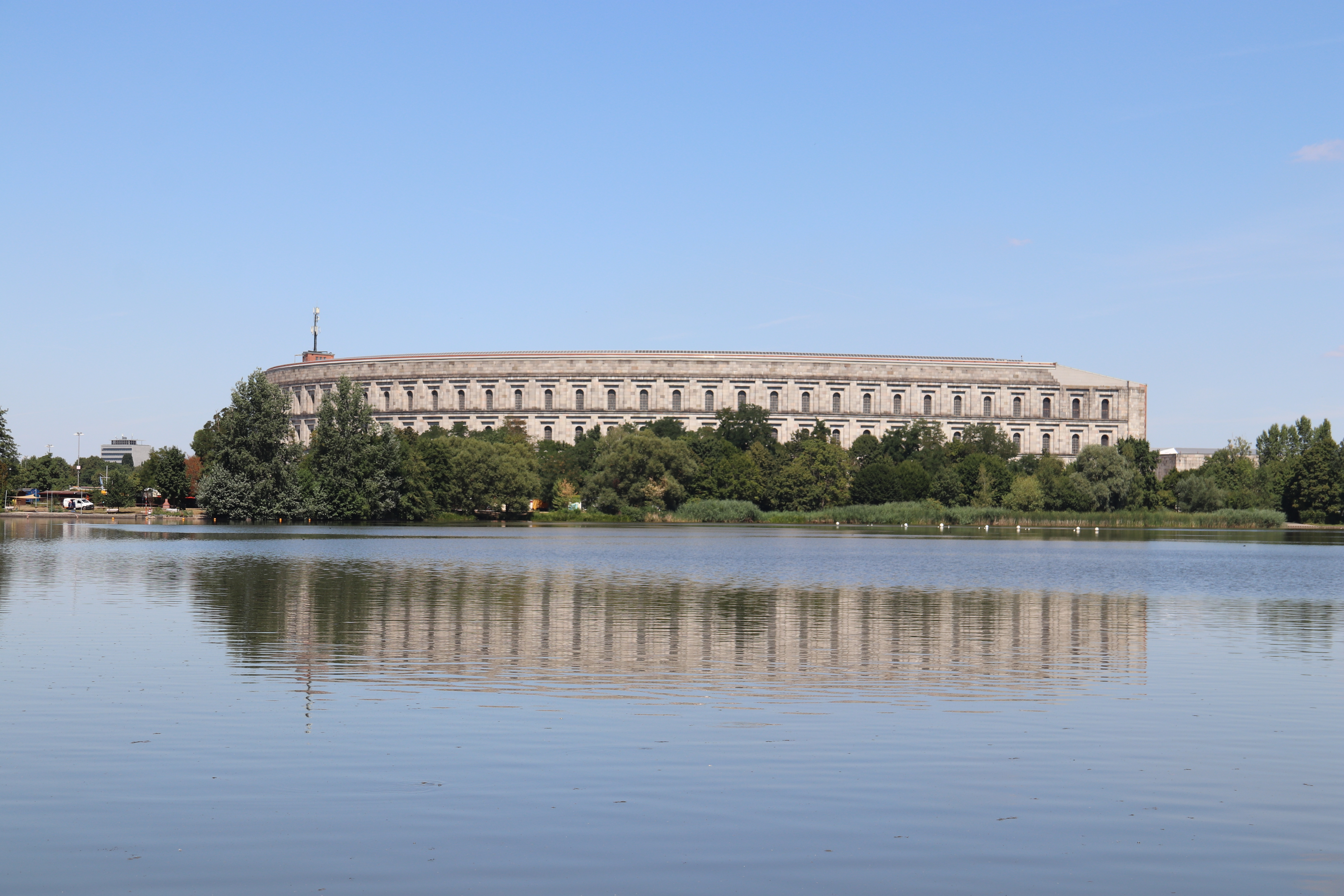
Ansicht von Süden. Die Kongresshalle wurde wegen der freien Sicht und der Spiegelung am Dutzendteich angelegt. Der Bau wäre bei Fertigstellung um ca. ⅓ höher ausgefallen, Bäume waren nicht vorgesehen.

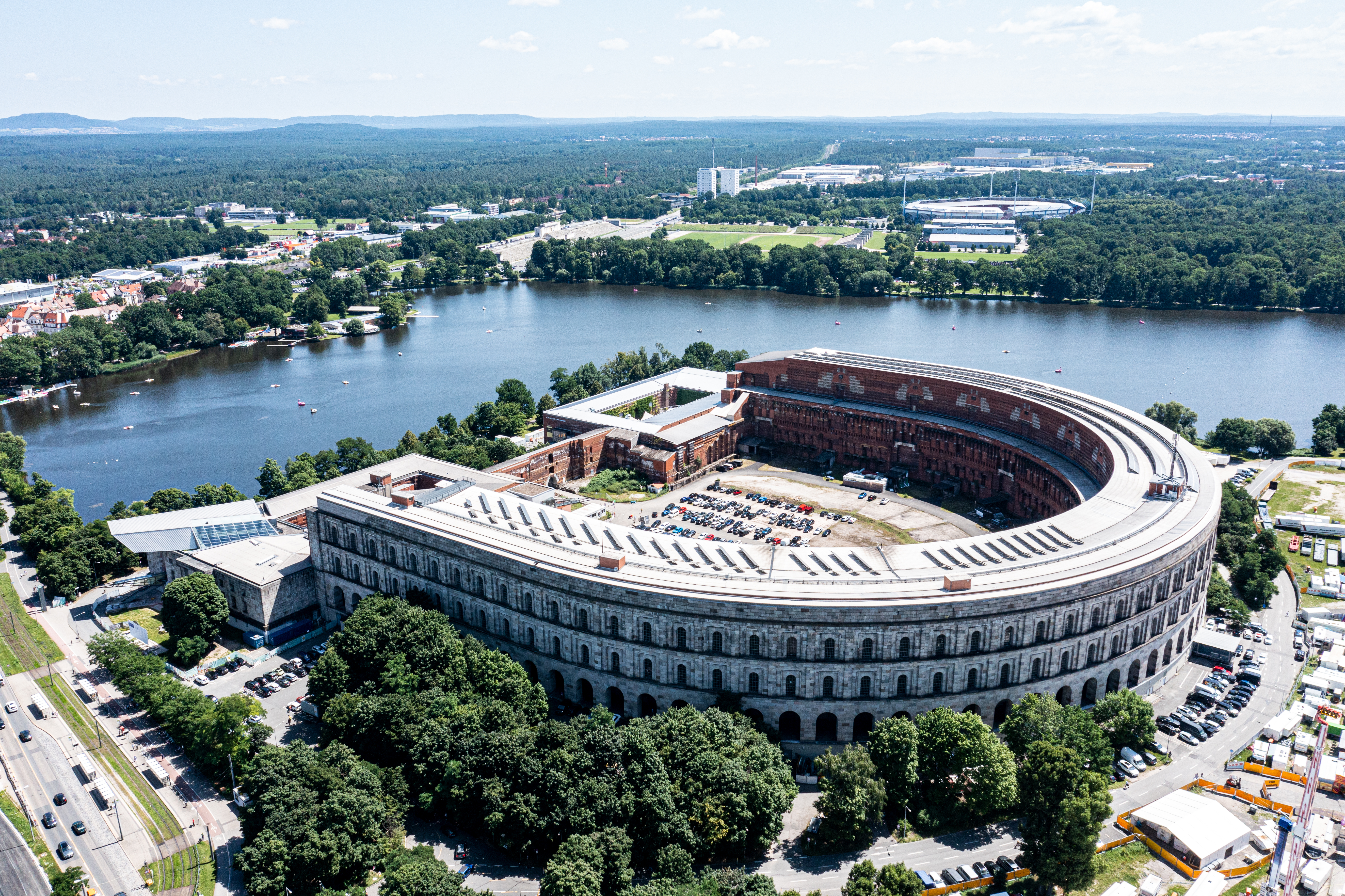
Westseite

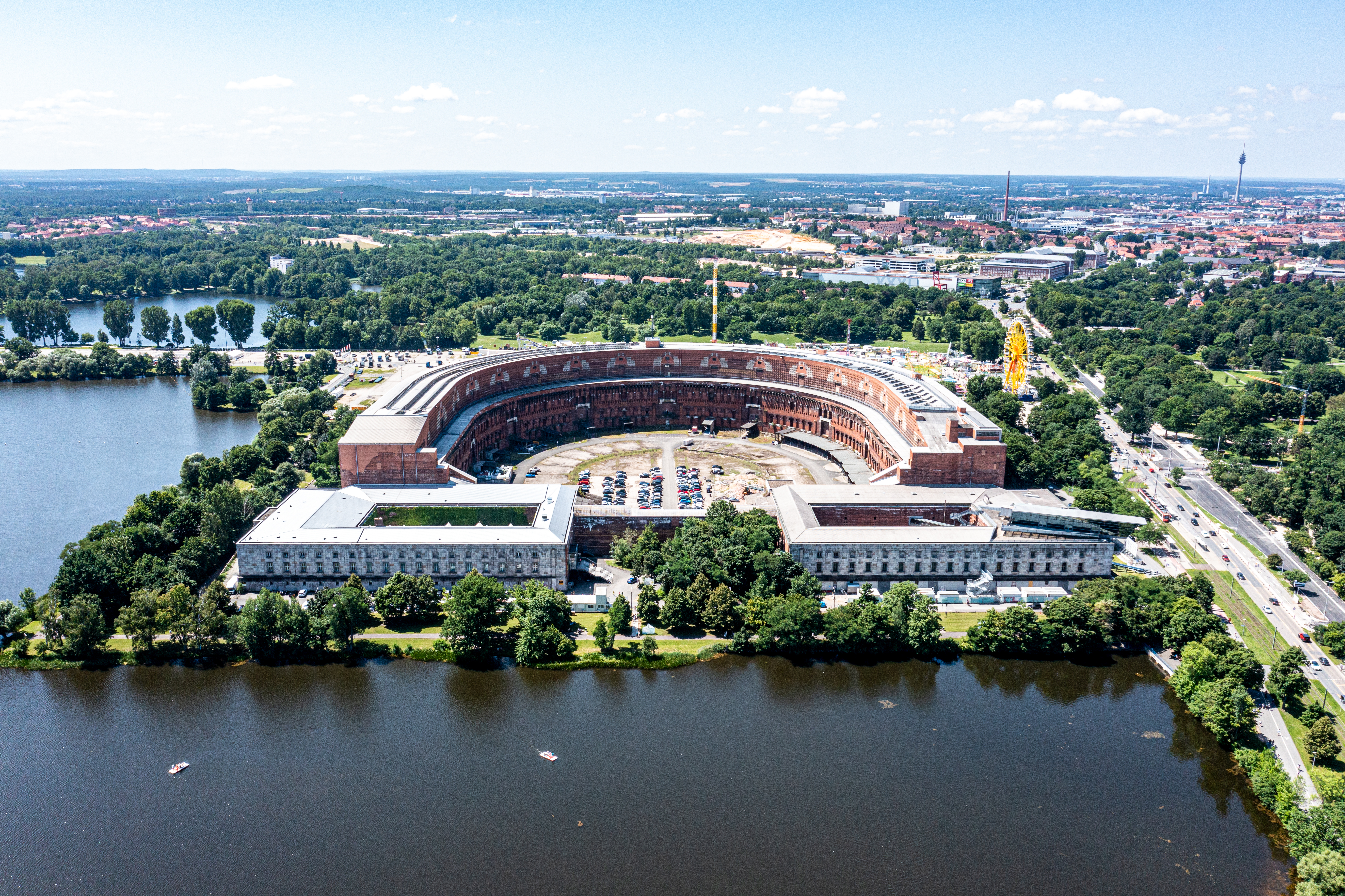
Nordostseite mit den beiden Vorbauten, der linke (südliche) wird heute von den Symphonikern, der rechte (nördliche) vom Dokumentationszentrum Reichsparteitage genutzt

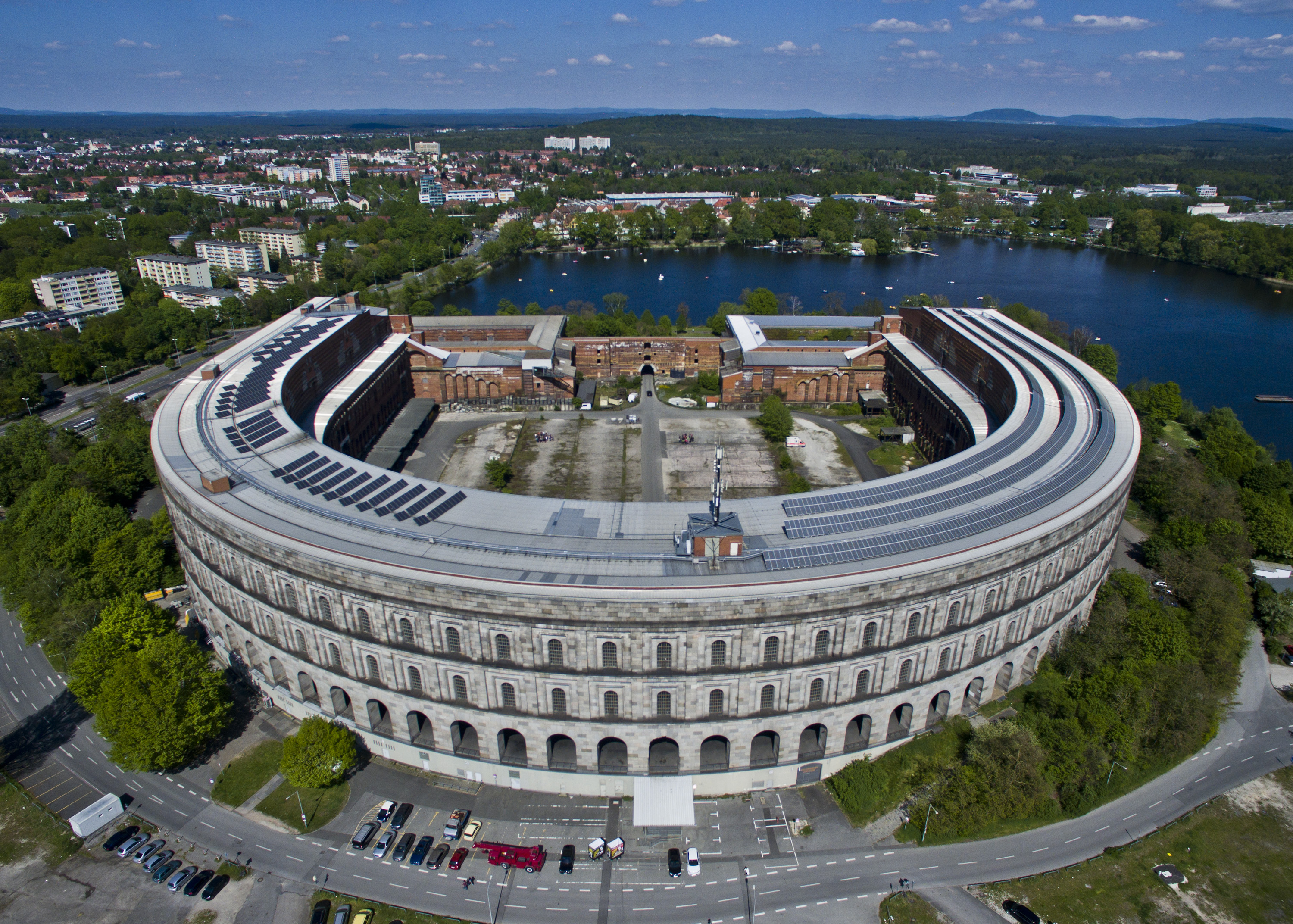
Südwestseite

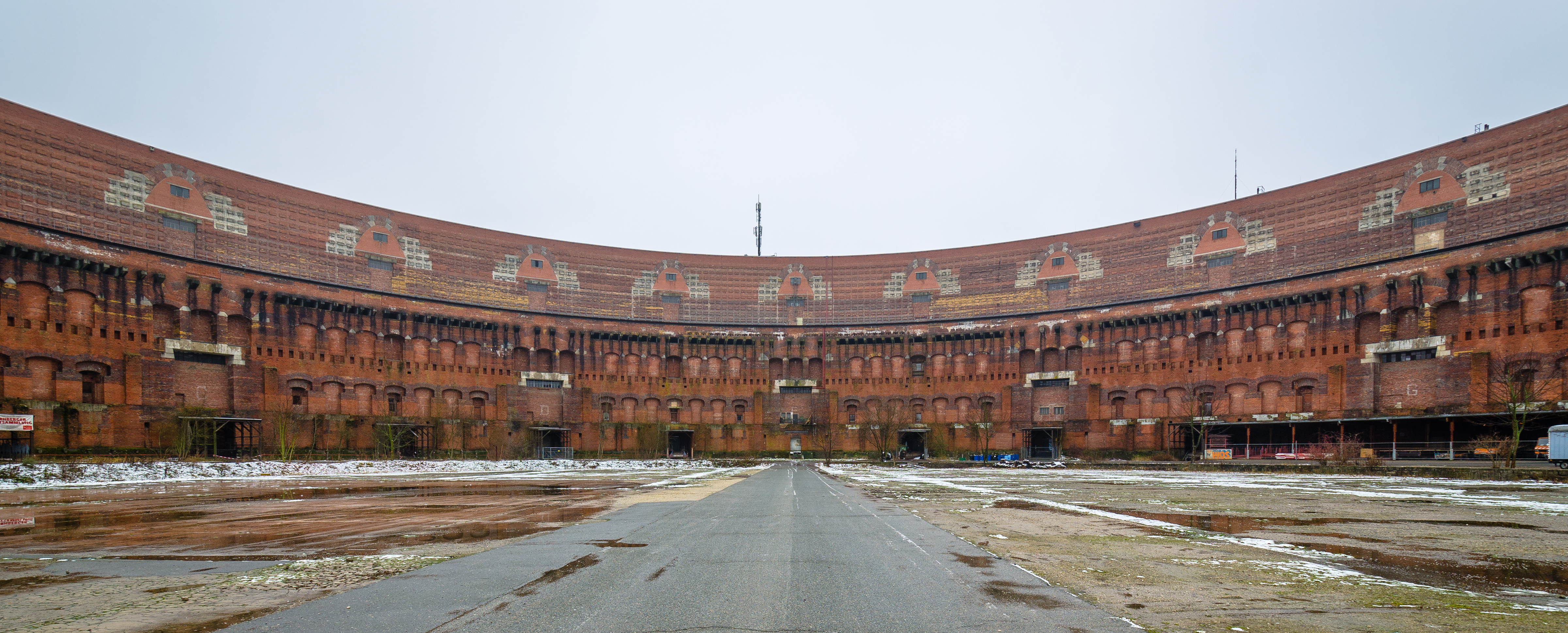
Innenhof vor Beginn der Bauarbeiten für die Oper, Blickrichtung Südwest

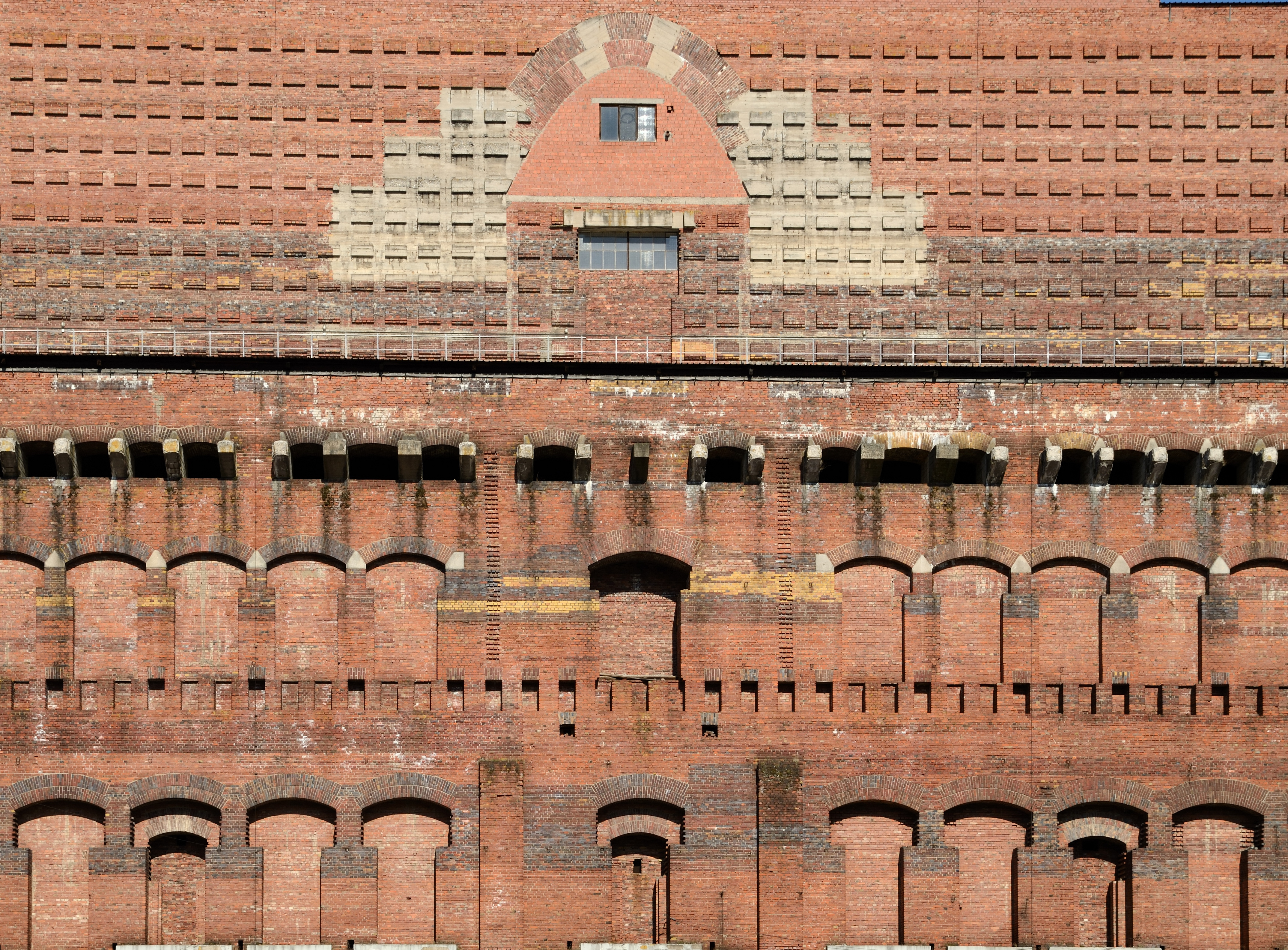
Detailaufnahme Innenhof: im oberen Drittel waren Säulen vorgesehen (Standpunkt: Geländer), die Öffnung mit hellen Ziegeln wurde erst nach 1961 zugemauert; an den Betonnasen (unter dem Geländer) wären die sich bis zum Boden fortsetzenden Teilnehmerränge angesetzt worden

Das U-förmige Gebäude, wegen der Fassaden-Spiegelung effektvoll am Dutzendteich platziert, ist entsprechend der Tradition antiker Theater konzipiert: eine Rundung in Form einer halben Ellipse mit abschließendem Riegel eines Bühnenraums. Vergleiche werden zum Marcellustheater gezogen, das einige Jahre vor Baubeginn der Kongresshalle in Rom teilweise freigelegt wurde. Die nationalsozialistische Propaganda nannte das Kolosseum als Vorbild, was aber lediglich für Teile der Außenfassade einsichtig erscheint. Entsprechend dem Marcellustheater schließt die Kongresshalle an der Nordostseite zum Dutzendteich hin mit zwei Kopfbauten ab, wobei ursprünglich die Ausrichtung nach Südosten geplant war. Die Grundsteinlegung erfolgte am 11. September 1935, der Bau blieb jedoch unvollendet, insbesondere kam es nicht mehr zur Überdachung der Hallen. Dementsprechend ist die geplante Haupthalle (s. u.) heute der große Innenhof, die projektierten Nebenhallen sind Innenhöfe der Vorbauten, darunter der Serenadenhof im südlichen Vorbau (s. u.). In den Vorbauten gibt es jeweils noch einen überdachten Saal mit ca. 600 m2, derzeit genutzt als Aufführungs- und Probensaal der Nürnberger Symphoniker sowie für die Interimsausstellung des in Renovierung befindlichen Dokumentationszentrum Reichsparteitagsgelände.
Die Struktur des Gebäudes war drei- bzw. vierteilig geplant: der Hauptbau mit einer Grundfläche von 275 mal 265 Metern (in ihm die Haupthalle, heute Innenhof, 180 mal 160 Meter) und einer geplanten Höhe von 68,5 Metern (39 Meter verwirklicht), zwei Vorbauten 24 mal 57 Meter und eine nicht mehr begonnene Vorhalle mit Mitteltrakt. Die überbaute Fläche beträgt heute ca. 75000 m2 (inkl. ca. 28500 m2 Innenhof), die Brutto-Grundfläche des bestehenden Gebäudes (ohne Innenhof) ca. 118000 m2. Der Rundbau (ohne die Vorbauten) zeigt außen 67 Achsen und damit 138 Fenster sowie 69 Zugangstore (letztere heute größtenteils zugemauert). Die beiden Vorbauten zeigen auf der Längsseite (Nordost) jeweils 17 Achsen.
Der Bau besteht aus Ziegelsteinen, Beton und Granitquadern. Ausführende Unternehmen für den Rohbau waren maßgeblich die Siemens-Bauunion, Philipp Holzmann und Hochtief sowie hunderte weitere und Handwerksbetriebe.
Der Untergrund wurde mit rund 22.000 etwa zehn Meter langen, säurefesten Schotterpfählen aus Quarzsand und Granitsplitt sowie durch das Einrütteln von 670 Schottersäulen verdichtet und mit Spundwänden zum Dutzendteich hin abgesichert. Darauf wurde eine über drei Meter dicke Betonplatte gegossen, für die 95.000 Kubikmeter Fundamentbeton und ca. 5000 Tonnen Rundeisenbewehrung benötigt wurden. Für den heute noch vorhandenen Rundbau wurden von 135 Ziegeleien 27,2 Millionen Hartbrandsteine, 12,4 Millionen Mauerklinker und 2,4 Millionen Wasserbauklinker, insgesamt also 42 Millionen Steine geliefert. Bis zur Baueinstellung wurden sechs Mauerringe in 16 gleichförmigen Segmenten bis zum Abschlussgesims des zweiten Obergeschosses in eine Bauhöhe von 39 Metern hochgezogen und der Arkadengang im Erdgeschoss (mit hallenartigem Kreuzgewölbe) fertiggestellt. Der U-förmigen Bau enthält vor allem das umlaufende, wellenartige Treppenhaus und im 1. und 2. Obergeschoss (über dem Arkadenumgang) zwei große, über acht Meter hohe Umgänge. Dazwischen sind der Versorgungstechnik vorbehaltene Zwischenetagen und Räume untergebracht.
Da der Innenraum nicht fertiggestellt wurde, ist im Innenhof das Ziegelsteinmauerwerk mit (wenigen) Betoneinsätzen offen sichtbar. In der Halle sollte neben den Tribünen und dem zentralen Rednerpult mit Naturlichtbeleuchtung des teilweise verglasten Daches eine riesige Orgel eingebaut werden, um den Eindruck eines Sakralbaus zu erwecken.
Die beiden Flügelbauten mit Erd- und Mezzaningeschoss erreichten bis zur Einstellung der Arbeiten eine Höhe von 16 Metern; sie sollten in etwa die Höhe des heute vorhandenen Rundbaus erreichen, also ca. 39 Meter. Im Endausbau hätte die Gesamthöhe des Gebäudes einschließlich der nicht mehr begonnenen Dachkonstruktion ca. 80 Meter erreicht.
Die Außenfassade besteht aus Granitquadern im Verbund mit dem dahinter liegenden Ziegelmauerwerk. Der Granit stammte aus mehr als 100 Steinbrüchen fast aller deutschen Granitgebiete. Von Zwangsarbeitern gebrochene Steine wurden in den heute noch bestehenden Teilen nicht mehr verwendet, da die entsprechenden Konzentrationslager noch nicht liefern konnten.

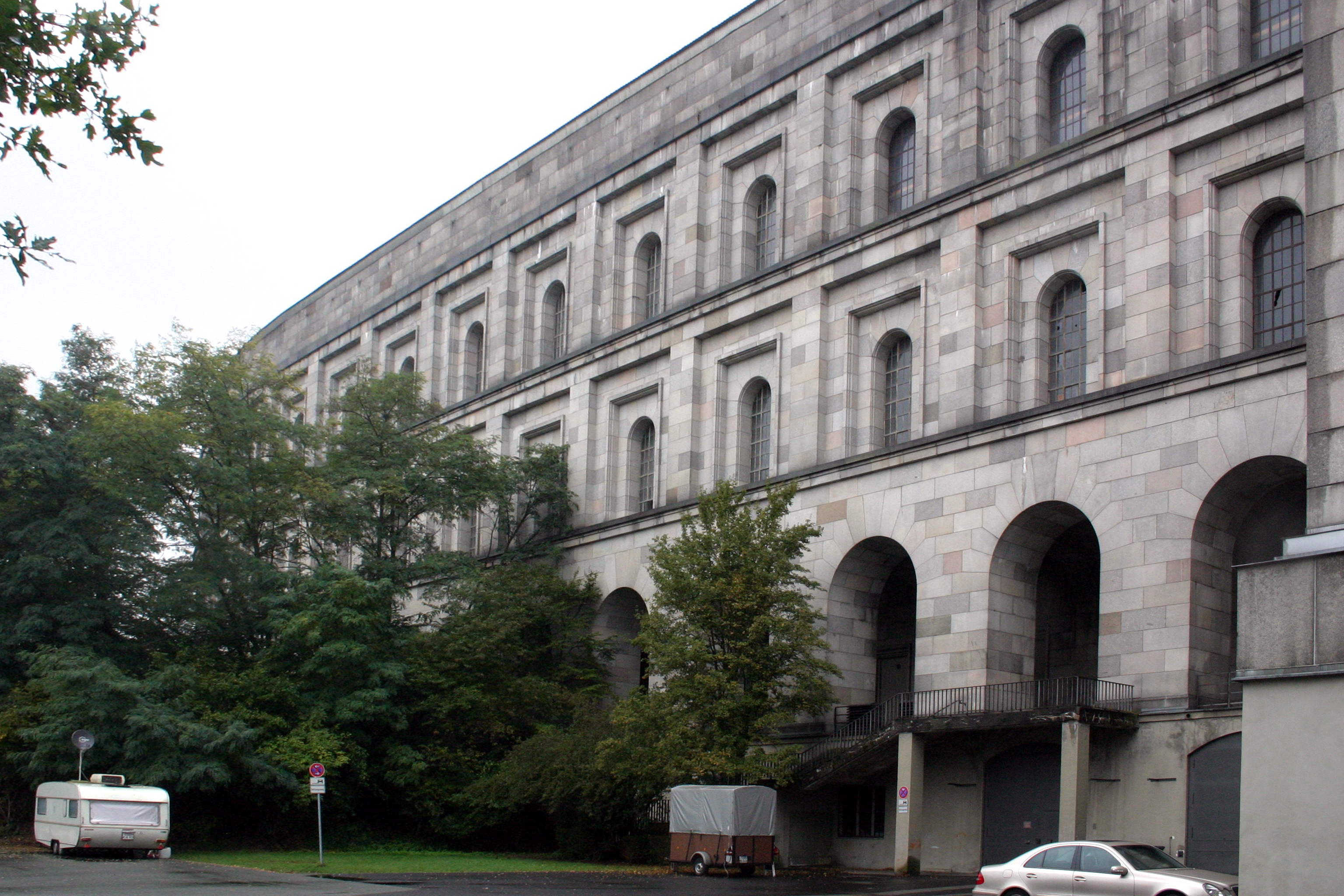
Detail der Außenfassade mit Lisenenrahmengestellen in den Obergeschossen

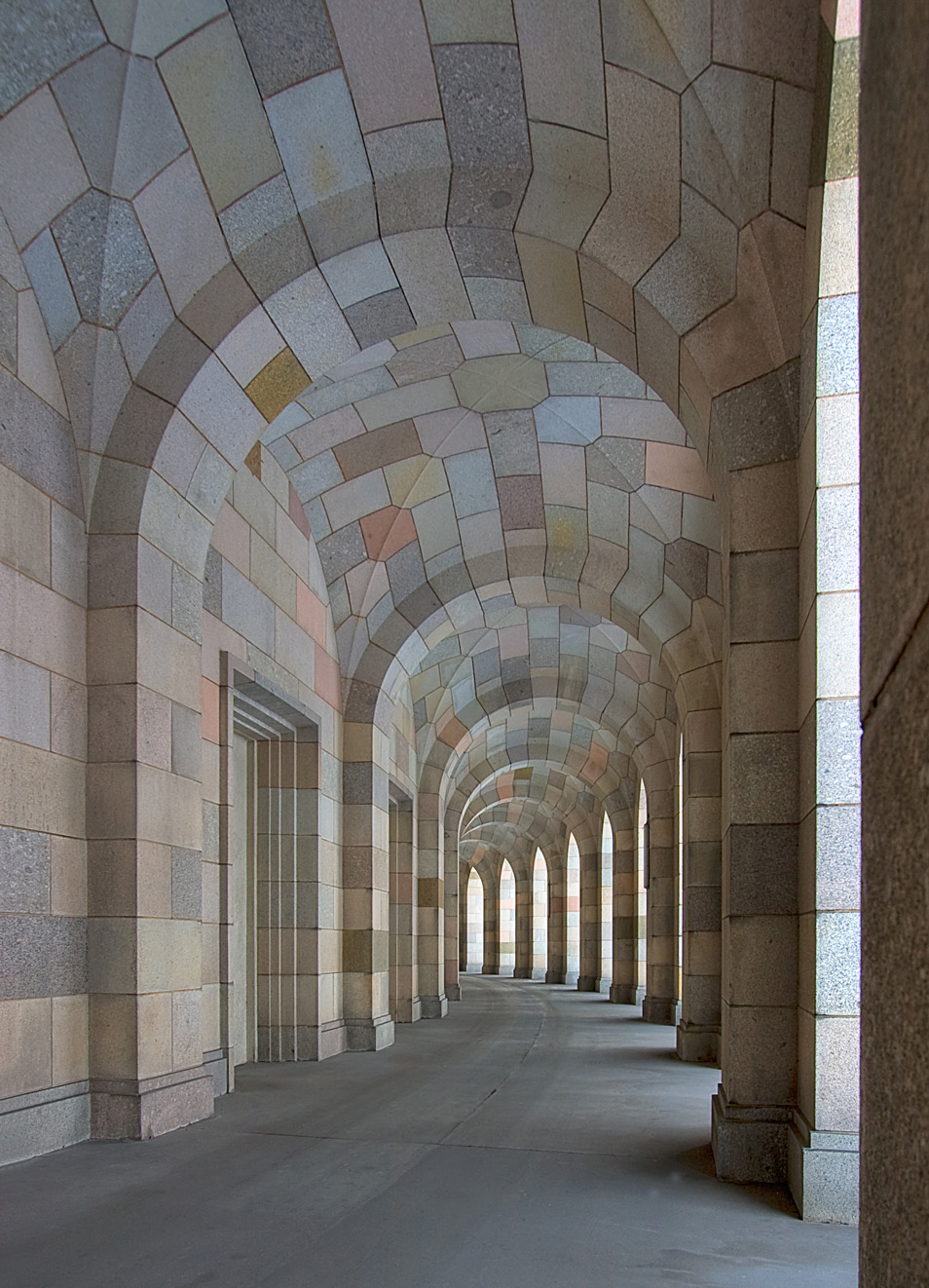
Gewölbter Arkadengang im Erdgeschoss

Der U-förmige Teil sollte von einer umlaufenden Freitreppe umgeben werden, die zum ebenfalls umlaufenden, 435 Meter langen Arkadengang geführt hätte. Heute führen nur nachträglich angebrachte, teilweise gesperrte schmale Treppen und aufgeschüttete Rampen in den von Granitbögen geprägten Arkadengang, der im Erdgeschoss das Halbrund der Kongresshalle umschließt. Durch die heute vermauerten oder durch nüchterne Stahltüren verschlossenen, ca. sechs Meter hohen Eingangstüren wären die 50.000 Parteigenossen in den Innenraum gelangt. Der Sockel bzw. das Kellergeschoss des gesamten Gebäudes sollte ursprünglich von der Freitreppe verdeckt werden, er wurde 1961 teilweise aufgeschüttet und begrünt.
Vorgesehen waren zudem in einer späten Entwurfsfassung über dem nicht mehr begonnenen Mitteltrakt (zwischen und vor den Flügelbauten) eine Quadriga und davor Wasserspiele.
Die Kosten des Bautorsos bis zur Baueinstellung 1943 beliefen sich auf 82 Millionen Reichsmark. Auf die Kosten der Monumentalbauten am Reichsparteitagsgelände angesprochen, meinte Hitler gegenüber Speer, dass Schlachtschiffe mehr kosteten und schnell zerstört oder nach zehn Jahren „Schrott“ seien: „Aber dieser Bau, der steht noch in Jahrhunderten“. Tatsächlich kostete das in etwa zur gleichen Zeit gebaute und alsbald versenkte Schlachtschiff Bismarck 196,8 Millionen Reichsmark.

## Baugeschichte

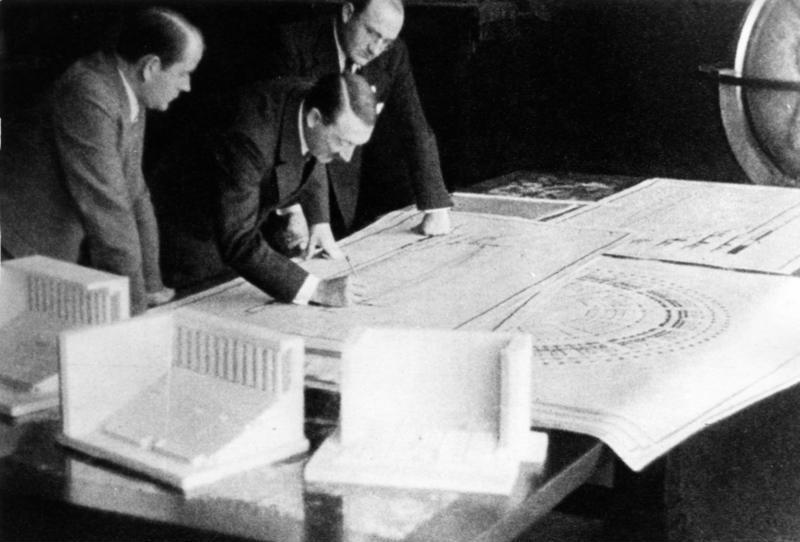
Speer, Hitler und Franz Ruff vor Plänen und Teilmodellen der Kongresshalle

Die Entstehung der Kongresshalle geht auf eine Initiative der Stadt Nürnberg zurück. Nachdem Hitler die Stadt 1933 zum Austragungsort aller zukünftigen Reichsparteitage bestimmte, galt diese Veranstaltungsreihe für die Stadtverwaltung unter Oberbürgermeister Willy Liebel als wichtige Prestigeveranstaltung. In den Anfangsjahren war der Luitpoldhain der zentrale Veranstaltungsort, der erst später durch die Zeppelintribüne ergänzt wurde. Die Parkanlage des Luitpoldhains wurde ab 1933 zur Luitpoldarena umgebaut. Schon seit 1906 stand dort die sogenannte Luitpoldhalle, die Platz für bis zu 16.000 Menschen bot. Dort fanden im Rahmen der Reichsparteitage die Parteikongresse statt. Sie wurde nun als zu klein erachtet; zudem galt sie von ihrer Infrastruktur als nicht angemessen. Die Stadtverwaltung Nürnberg dachte deswegen an den Bau einer viel größeren Halle und lehnte sich dabei an ein Stadthallenprojekt an, das ursprünglich im Cramer-Klett-Park verwirklicht werden sollte. Der Nürnberger Architekt Ludwig Ruff hatte dazu 1931 einen eigenen Entwurf veröffentlicht und favorisierte schon damals das Gebiet des heutigen Volksparkes Dutzendteich.
Albert Speer war nach dem Tod von Paul Ludwig Troost im Januar 1934 Leiter der Gesamtplanung nationalsozialistischer Repräsentationsbauten geworden. Oberbürgermeister Liebel nahm zunächst Kontakt mit dem Reichsfinanzministerium auf und konnte dort eine Zusage über 2,2 Millionen Reichsmark erlangen, die für weitere Planungen ausgegeben werden konnten. Liebel teilte daraufhin Speer mit, dass auch Hitler den Bau der Kongresshalle befürworte (was vermutlich zu dem Zeitpunkt noch nicht richtig war), und beauftragte Ruff am 29. März 1934 mit der Vorplanung. Nach Liebels späterer, unbestätigter Aussage hatte Hitler schon im November 1933 einen Neubau der Kongresshalle verlangt und in Nürnberg einige Modelle besichtigt. Nach einer ersten Absprache mit Hitler – wohl im April 1934 – entwarf Ruff ein Raumprogramm und den Grundriss entsprechend antiker Vorbilder in der Theaterarchitektur. Liebel sprach in einem angelegentlichen Brief an Fritz Reinhardt, Staatssekretär im Reichsfinanzministerium, nun nicht mehr lediglich von einer Befürwortung der neuen Kongresshalle durch Hitler, sondern von dessen Anordnung zum Bau. Am 1. Juni 1934 konnten Liebels Stellvertreter Walter Eickemeyer, Gauleiter Julius Streicher und Ruff die Pläne Hitler persönlich vorlegen. Eickemeyer berichtete hierzu: „Der Führer erklärte, daß der Ruff’sche Entwurf ausgezeichnet sei und dass diese Gebäude eigentlich würdig sei, in Berlin selbst errichtet zu werden; es sei aber auch durchaus berechtigt, daß es in Nürnberg, der Stadt der Reichsparteitage, errichtet werde, zumal Nürnberg mit Monumentalbauten durch die Bewegung und nationalsozialistische Regierung noch nicht bedacht worden ist […] Nach diesem Ergebnis ist somit die Stadtverwaltung Nürnberg durch den Führer ermächtigt, das Ruff´sche Projekt der Kongreßhalle, unter Verzicht auf jede Ausschreibung, durch Professor Ruff weiter bearbeiten zu lassen.“ Am 15. August 1934 starb Ludwig Ruff unerwartet. Dennoch besuchte Hitler sechs Tage später, am 21. August 1934, das Atelier Ludwig Ruffs in der Akademie der Bildenden Künste Nürnberg (heute Amtsgericht Nürnberg) und besichtigte in Anwesenheit des Sohnes Franz Ruff, Albert Speer, Oberbürgermeister Liebel und Gauleiter Streicher die Pläne und das Modell des Projektes in Nürnberg und erklärte, dass der Bau so ausgeführt werde wie von Ludwig Ruff projektiert. Die Bauleitung wurde dem städtischen Hauptbauamt und Franz Ruff übertragen.

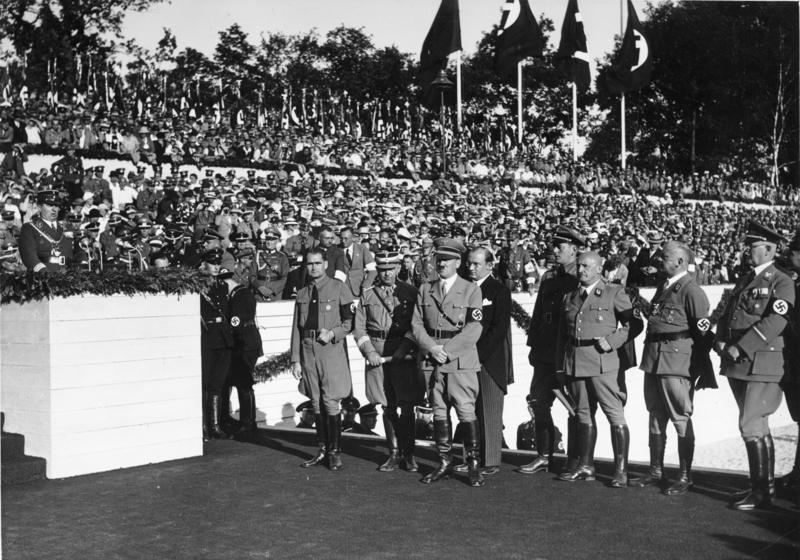
Grundsteinlegung, am Rednerpult Reichshandwerksmeister Wilhelm Schmidt, rechts daneben Hess, Kerrl, Hitler und Streicher, hinter Hitler Franz Ruff

Die Grundsteinlegung durch Adolf Hitler war am 11. September 1935 während des „Reichsparteitages der Freiheit“. Die Stadt Nürnberg hatte erst kurz vorher ihrer Rolle als Bauherrin des Reichsparteigeländes an den Zweckverband Reichsparteitag Nürnberg abgegeben, zu dessen Leiter zum 29. März 1935 Reichsminister Hanns Kerrl bestimmt worden war, der dementsprechend die Grundsteinlegungsurkunde unterzeichnete.
Der Kongresshalle wie dem gesamten Reichsparteitagsgelände mussten in der Folge beliebte Freizeiteinrichtungen weichen, im Fall der Kongresshalle ein anlässlich der Landesausstellung von 1906 errichteter Leuchtturm sowie der (zu) nahe gelegene Alte Tiergarten. 850 Bäume auf dem Bauplatz wurden wegen des Zeitdrucks angeblich nicht mit der Säge, sondern mit Sprengstoff beseitigt (vermutlich bezieht sich die Aussage nur auf die Wurzelstöcke). Während der Rohbauarbeiten waren 1400 Menschen in Doppelschichten beschäftigt, je Schicht bis zu 10 Stunden, Sonntagsarbeit und Überstunden waren selbstverständlich. Im Rahmen der Bauarbeiten wurden vor Ort oder nahebei mehrere große Holzmodelle errichtet, so u. a. ein Fassadenmodell im Maßstab 1 : 1 (56 Meter Länge, 40 Meter Hohe), ein Innensäulenmodell, Maßstab 1 : 1 (25 Meter Höhe, 50 Meter Breite) und ein Wandelhallenmodell (70 mal 70 Meter).
Im Juli 1939 gründete sich aus 12 Unternehmen die Arbeitsgemeinschaft Stahlbau Kongresshalle Nürnberg (ASKG), die das geplante freitragende Dach als Stahlkonstruktion des Hauptbaus mit einem Glasoberlicht in den Dimensionen von 160 mal 180 Meter und die Dächer der beiden kleineren Nebenhallen in den Vorbauten herstellen sollte.

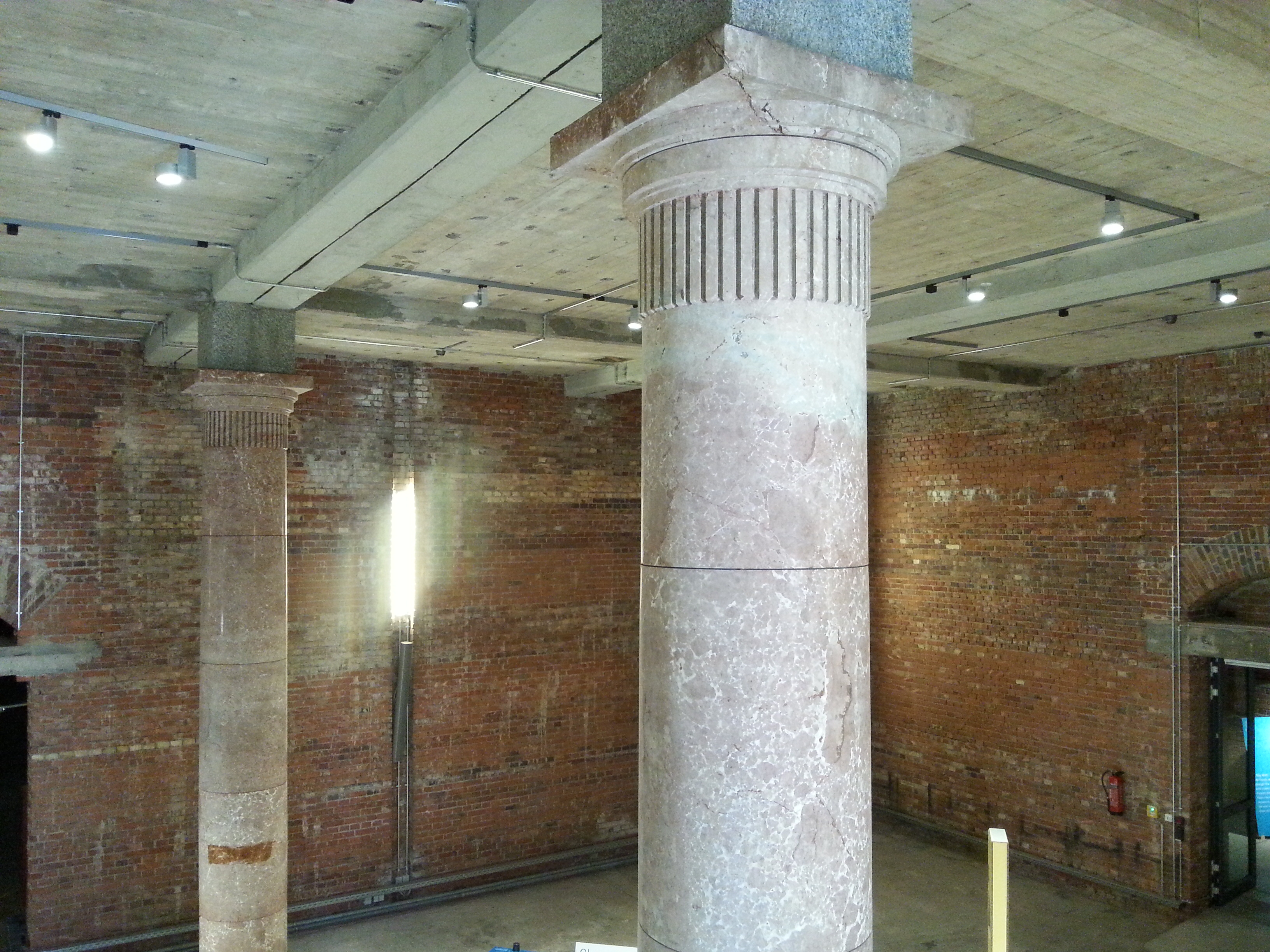
Großer Säulensaal. Die Aufstellung der Säulen aus Adneter Marmor war eine der letzten Baumaßnahmen

Mit dem Beginn des Zweiten Weltkriegs kamen die Bauarbeiten ins Stocken. Schon in den ersten Tagen sank die Belegschaft wegen Einberufungen von 1400 auf 700, bis zum Dezember 1939 auf 40, ein geordneter Baubetrieb war wegen des Ausfalls von Waggons und Lastwagen nicht mehr möglich. Abgesehen davon griffen kriegswichtige Institutionen auf die großen Lagervorräte der Baustelle Kongresshalle zurück, so auf Stahl, Holz, Ziegel und Baugeräte. Lediglich kleinere Maurer- und Steinmetzarbeiten konnten bis Oktober 1939 weitergeführt werden, so einzelne Ansätze in Bezug auf die zu Kriegsbeginn noch vollständig fehlende Innenausstattung. Im Oktober 1939 stellten die Arbeiter im Nordflügel (heute Teil des Dokumentationszentrums, derzeit geschlossen) zwölf Säulen aus Adneter Marmor auf, in einem kleineren, als Küche vorgesehenen Raum davor schon im April 1939 zwei sieben Tonnen schwere Säulen aus Löbejüner Porphyr. Bis 1940 konnten zudem alle Decken im Hauptbau und in den Flügelbauten provisorisch geschlossen werden; da Baustoffe zum Betonieren nicht mehr erhältlich waren, verwendete man Holzkonstruktionen und Dachpappe.
Am 25. Juni 1940, dem Tag des Inkrafttretens des zweiten Waffenstillstandes von Compiègne, ordnete Hitler die sofortige Wiederaufnahme des NS-Bauprogramms an, wobei er auch die Parteitagsbauten in Nürnberg ausdrücklich nannte. Mit der Umsetzung wurde Speer beauftragt, in Anbetracht des Arbeitskräftemangels sollten vor allem Kriegsgefangene aus dem nahegelegenen Lager Langwasser eingesetzt werden. An der Kongresshalle war deren Zahl jedoch eher gering und schwankte zwischen 200 und weniger als zehn. Die militärische Lage führte dazu, dass die sporadischen Bauarbeiten an der Kongresshalle 1943 wieder zum Stillstand kamen, die Kriegsgefangenen wurden in kriegswichtigen Produktionsstätten gebraucht.
1943/44 ließ die Bauleitung im Rahmen eines Sicherungsprogrammes Außenöffnungen zumauern und den gesamten Rohbau in Sektoren und Abteilungen mit Zwischenwänden einteilen, um eventuelle Brände und Zerstörungen zu begrenzen. Die Räume wurden in der Folge vom Zweckverband an verschiedene Behörden und sonstige Interessenten als Lagerraum vermietet. Die Belegschaftsstärke der Bauleitung betrug bis 1943 zwischen 20 und 30, 1944 verringerte sie sich auf fünf. 1944 wurde auf der nördlichen Ecke des Hauptbaus eine von Flakhelfern bediente 2-cm-Flak-Vierling 38 aufgestellt und ein Hilfskrankenhaus eingerichtet, ergänzt seit Anfang 1945 durch einen Notverbandsplatz. Weitere Fensteröffnungen wurden geschlossen, man versuchte eine Verteidigungslinie zwischen Kongresshalle und der nahegelegenen SS-Kaserne zu errichten. Beim Angriff der Amerikaner wurde der Gefechtsstand in der Kongresshalle getroffen, das hölzerne Gerüst der Fassade geriet teilweise in Brand; die Außenfassade war zu diesem Zeitpunkt noch nahezu vollständig eingerüstet.
Gegen Ende des Zweiten Weltkrieges wurden Teile des Gebäudes von dem Fürther Luftfahrt- und Rüstungsbetrieb Bachmann, von Blumenthal & Co. als Außenlager genutzt.
Am Morgen des 17. April 1945 übergab der Stadtobermedizinalrat Dr. Oster das Hilfskrankenhaus in der Kongresshalle an die Amerikaner, der Krieg war damit in diesem Bereich beendet.

## Nutzungen und Konzepte 1945 bis 2020

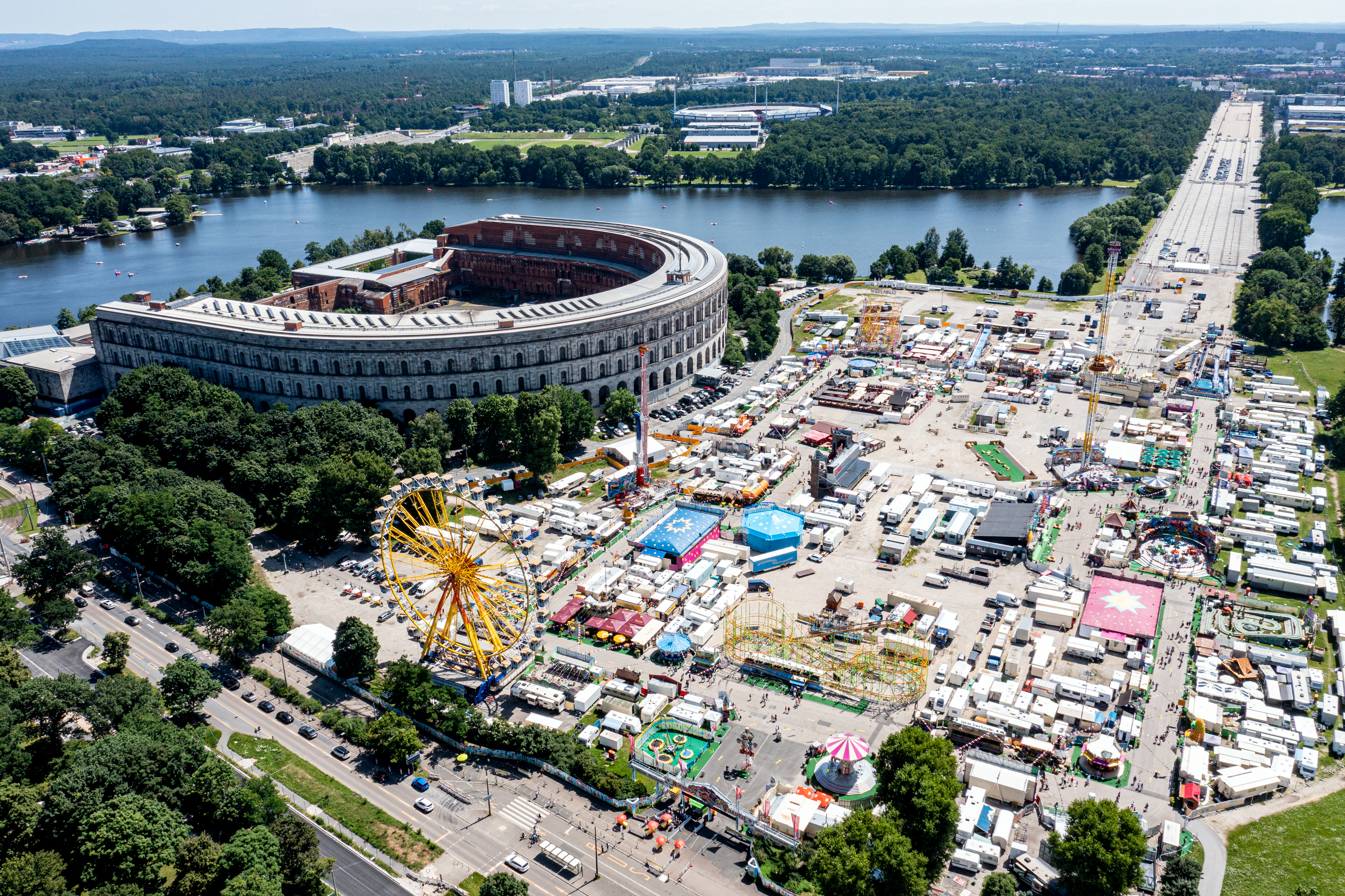
Seit 1953 findet unmittelbar vor der Kongresshalle das Nürnberger Volksfest statt

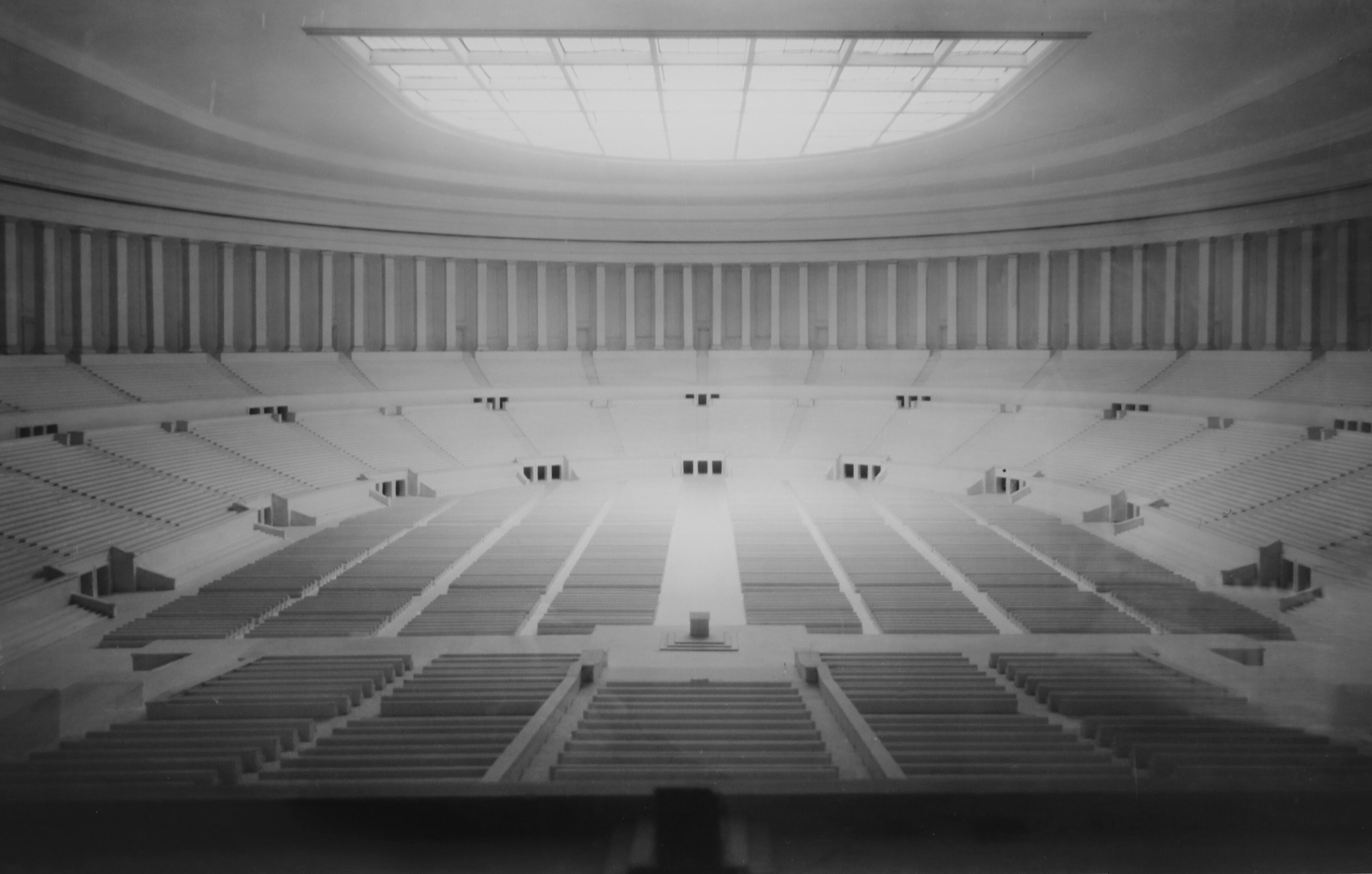
Ausschnitt aus einer Informationstafel im Innenhof der Kongresshalle, aufgestellt 2006. Abgebildet ist der vorgesehene Ausbau des heutigen Innenhofes als freitragende Halle.

Die Amerikaner richteten in der Kongresshalle zunächst ein großes Lebensmitteldepot ein, die Stadt Nürnberg durfte aber bereits 1945 den Innenhof als Lagerfläche vermieten und beschloss 1946, das Halbrund der Kongresshalle (also nicht den als eigentliche Halle vorgesehenen Innenhof) als Ausstellungs-Messehalle zu verwenden. Hierzu wurden die Umgänge geweißt und an der Außenfassade ca. 170 Fenster eingebaut (ursprünglich waren vermutlich Blindfenster vorgesehen bzw. wurden zumindest diskutiert). Für die Deutsche Bauausstellung 1949 wurde sie kostenfrei zur Verfügung gestellt. Die Stadt Nürnberg selbst als Gastgeber präsentierte sich vor allem als Opfer des Luftkrieges, die Geschichte des „Ausstellungsbaus“ wurde weder in der Messe selbst noch in der zeitgenössischen Pressekritik aufgegriffen. Während der Messe wurde im zweiten Stock das kurzlebige Café Königshof eingerichtet, Überreste sind noch heute zu sehen. Immerhin 300.000 Menschen besuchten die vom 1. bis 18. September 1949 geöffnete Messe, über 500 Aussteller waren beteiligt und auch ehemalige Kriegsgegner wie Frankreich waren vertreten. An diesen Erfolg konnte die folgende Jubiläumsausstellung „900 Jahre Nürnberg“ nicht anknüpfen, die die NS-Vergangenheit ebenfalls ausblendete, was immerhin der Süddeutschen Zeitung auffiel: Nürnberg gehe selbst an diesem Ort „mit eisigem Schweigen über diese historischen tausend Jahre hinweg“. Mit dieser Ausstellung war die Nutzung der Kongresshalle als Ausstellungsgebäude weitgehend beendet. Es gab zwar noch einige wenige kleinere Ausstellungen und Veranstaltungen, aber der unwirtliche und provisorische Charakter der Räume entsprach nicht mehr den in der Zeit des Wirtschaftswunders gestiegenen Ansprüchen. Nahebei, aber als eigenständiger Standort entstand ab 1974 die Messe Nürnberg. Im Jahr 1953 zog das Nürnberger Volksfest unmittelbar vor die Kongresshalle und wird seitdem dort abgehalten.
Die Stadt Nürnberg prüfte in den 1950er Jahren mögliche Nutzungen der Kongresshalle, auch weiterhin als Messehalle. Von 1949 bis 1955 hatte die Stadt 880.000 DM für den Erhalt und für die Nutzung des Baus ausgegeben, 1955 legte die Stadtverwaltung „Vorschläge über Verwendungsmöglichkeiten der ehemaligen Kongresshalle“ vor. Als Vorschläge wurden vor allem ein Massenquartier mit 7000 Betten und ein Fußballstadion für 82.000 Zuschauer aufgeführt. Die Kopfbauten sollten als Veranstaltungsort oder für Ausstellungen genutzt werden. Die Stadionpläne verfolgten Stadtrat und Stadtverwaltung weiter. 1959 wurde der Ausbau zum Stadion beschlossen, aber die hohen Kosten führten zu Verzögerungen; zudem gaben 1961 die Amerikaner das städtische Stadion zurück. Die Überdachung des Innenhofes – wie in der NS-Zeit geplant – wurde immer wieder geprüft; dadurch wäre eine Halle für bis zu 120.000 Menschen entstanden. Zu einer großen Lösung kam es jedoch nicht.

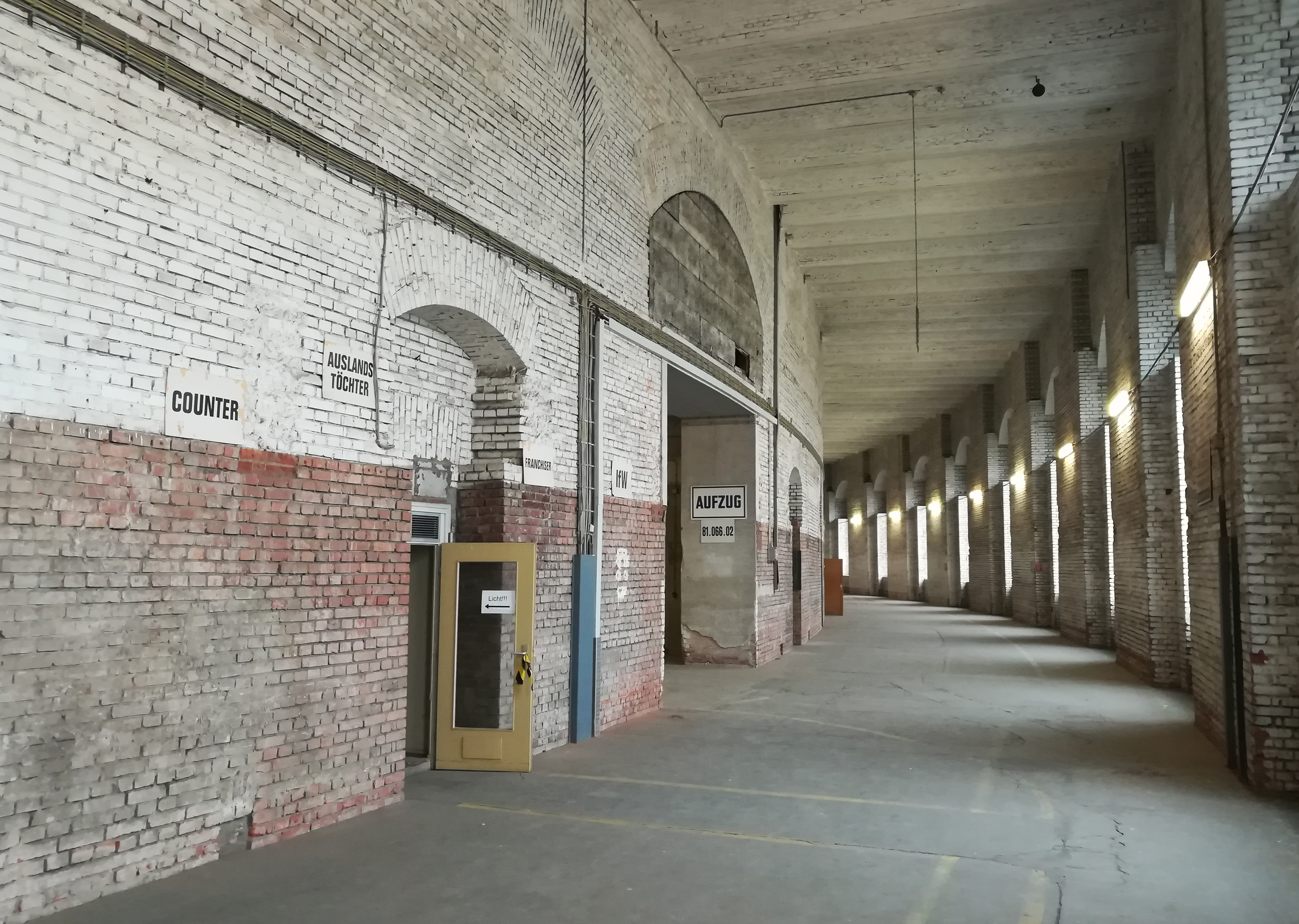
Unfertiger Innenumgang der Kongresshalle, über 30 Jahre Hauptlager des Großversandhauses Quelle

1969 investierte die Stadt Nürnberg mehrere Millionen Mark in den Erhalt des Gebäudes. Der Rundbau erhielt dabei das heute noch vorhandene Dach aus Profilaluminium (auf einer Holzkonstruktion, was inzwischen baurechtlich bei Hochhäusern nicht mehr zulässig ist). Von 1972 bis 2006 verwendete das Versandhaus Quelle (dessen Eigentümer und Gründer Gustav Schickedanz NSDAP-Stadtrat war) große Teile des Rundbaus als Hauptlager.
In den 1980er Jahren war im Innenhof ein Abstellplatz für beschlagnahmte und abgeschleppte Fahrzeuge untergebracht, unter anderem war hier auch der Wagenpark der Wehrsportgruppe Hoffmann deponiert.
Eine Investorengruppe plante 1987, in der Kongresshalle ein Erlebnis- und Einkaufszentrum einzurichten, die Pläne liefen auf eine vollständige Kommerzialisierung des Baus hinaus. Bei den ersten Reaktionen der Politik spielte die Frage, ob eine derartige Kommerzialisierung ein angemessener Umgang mit einem Baurelikt des Nationalsozialismus sein könne, keine Rolle. Die Bedenken bezogen sich eher auf städtebauliche Probleme. Im Juli 1987 lehnte der Stadtrat die Pläne ab, SPD und Grüne sahen nun die Gefahr eines „möglichen historischen Fehlgriff[es], der sich aus einer kommerziellen Nutzung des Kongresshallentorsos ergeben könne“.
In den 1980er Jahren änderte sich generell die Einstellung in Nürnberg zum Reichsparteitagsgelände und der Kongresshalle. Der vormalige „Unort“ wurde zunehmend in das touristische Angebot und in jenes der Geschichtsarbeit integriert. In den 1990er Jahren gewann der Gedanke an Einfluss, gegen die nationalsozialistische Herrschaftsarchitektur moderne architektonische Zeichen zu setzen, mehrere Vorschläge wurden diskutiert.
2003 wurde auf dem Dach der Nürnberger Kongresshalle eine Photovoltaikanlage mit einer Leistung von 295.000 Watt Peak installiert. Die Stadt Nürnberg erzeugt mit dieser Anlage rund 300.000 Kilowattstunden Ökostrom pro Jahr.
Der Umbau der Kongresshalle dient im Erdgeschoss größtenteils als Lagerraum für verschiedene Nutzer, die beiden Obergeschosse stehen seit 2006 (Auszug des Großversandhauses Quelle) leer. Im Sockel bzw. Keller sind unter anderem eine kleine, nur zeitweilig benutzte Polizeistation, eine Zweigstelle des Liegenschaftsamtes und die Geschäftsstelle des Süddeutschen Verbandes Reisender Schausteller und Handelsleute e. V. untergebracht. Der Innenhof dient in kleinen Teilen als Lagerfläche, zeitweise unter anderem für die Marktbuden des Nürnberger Christkindlesmarkts und bis vor kurzem für Granitplatten zur Ausbesserung der Großen Straße. Bei hohem Besucheraufkommen, wie beispielsweise beim Volksfest, wird der Innenhof als Parkfläche freigegeben.
Bis 2020 herrschte in Nürnberg weitgehende Übereinstimmung über die Bedeutung der Kongresshalle als Lern- und Geschichtsort. So formulierte der damalige Oberbürgermeister Ulrich Maly 2014 im Vorwort einer Veröffentlichung zur Kongresshalle:
„Zeppelintribüne und Zeppelinfeld sind ebenso wie die unvollendet gebliebene Kongresshalle mit ihrer beispiellosen Herrschaftsarchitektur authentische Lernorte von herausragender Bedeutung in der nationalen und internationalen Erinnerungslandschaft. Wir wissen um das Bedürfnis vieler Menschen, sich gerade an solchen Stätten mit der Vergangenheit auseinanderzusetzen. Das eröffnet auch andere Zugänge in der Vermittlung der Geschichte. Je ferner die NS-Zeit rückt, um so größer wird die Bedeutung dieser sicht- und betretbaren Bauwerke.“

## Kulturelle Umnutzung

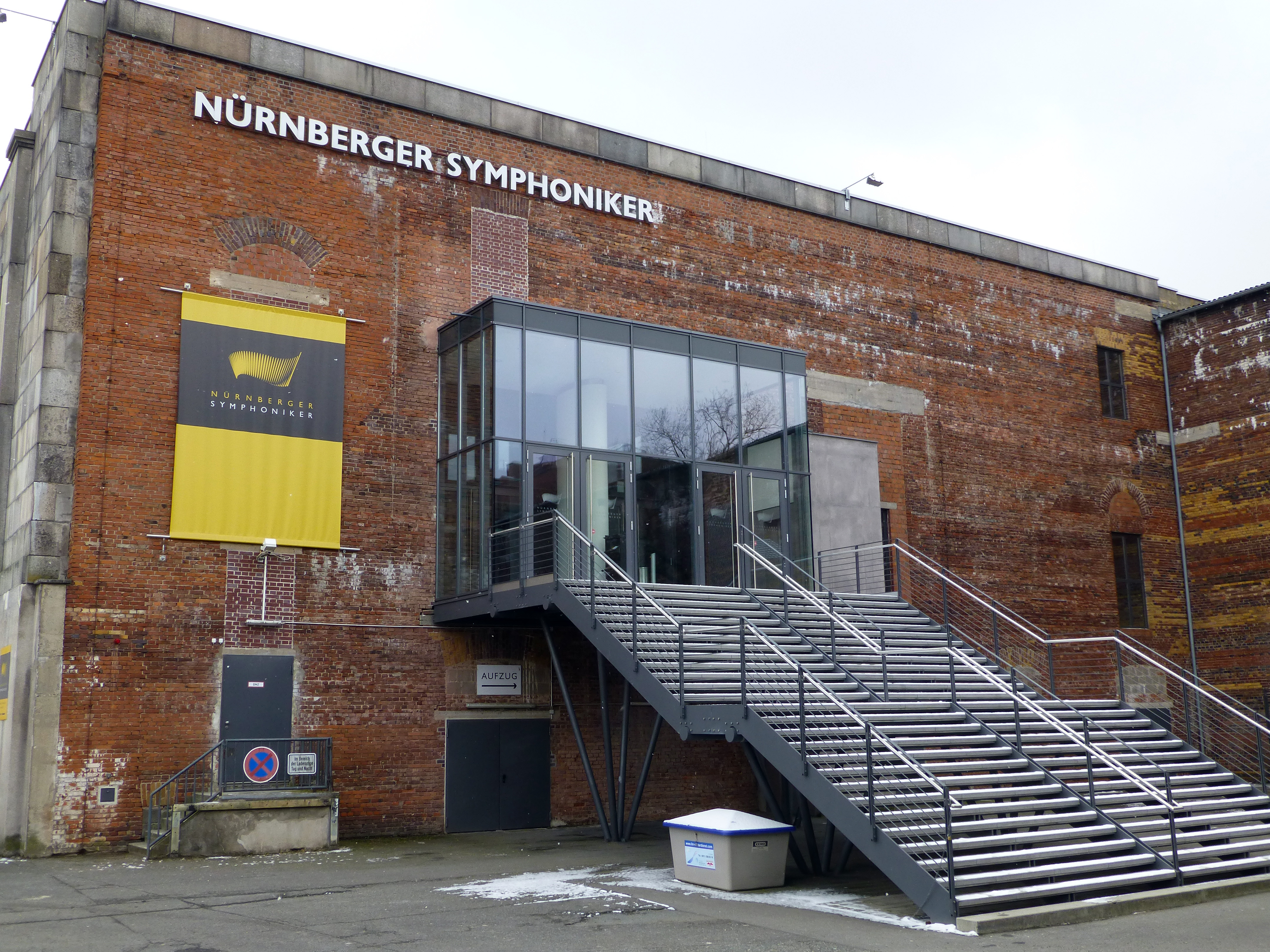
Eingang zu den Nürnberger Symphonikern im südlichen Kopfbau

In den frühen 1960er Jahren wurde im Obergeschoss des südöstlichen Kopfbaues ein Tonstudio mit der modernsten damals verfügbaren technischen Ausstattung eingerichtet, das Colosseum-Tonstudio. Direkt unterhalb und mit Sichtverbindung zum Studio hin bezog 1962 das Fränkische Landesorchester (heute: Nürnberger Symphoniker) das Gebäude als Probesaal des Orchesters, schon seit 1960 hatte der Trägerverein hier seinen Sitz. Probenraum und Studio sind direkt miteinander verkabelt und im Laufe der Jahrzehnte entstanden dort eine Vielzahl von Tonträgerproduktionen mit einem Schwerpunkt auf Filmmusik und Soundtracks (heute Colosseum Music Entertainment GmbH). Neben der Verwaltung beherbergt dieser Gebäudeteil den Serenadenhof für Open-air-Veranstaltungen; letzterer war in der NS-Zeit als Nebenhalle geplant, zu deren Überdachung es nicht mehr kam. 2008 bauten die Symphoniker den Probesaal zu einem neuen Konzertsaal mit knapp 500 Plätzen aus. Von Juni 2008 bis 2010 diente der Konzertsaal dem Schauspielhaus des Staatstheaters Nürnberg als Ausweichspielstätte während der Generalsanierung des Stammhauses.

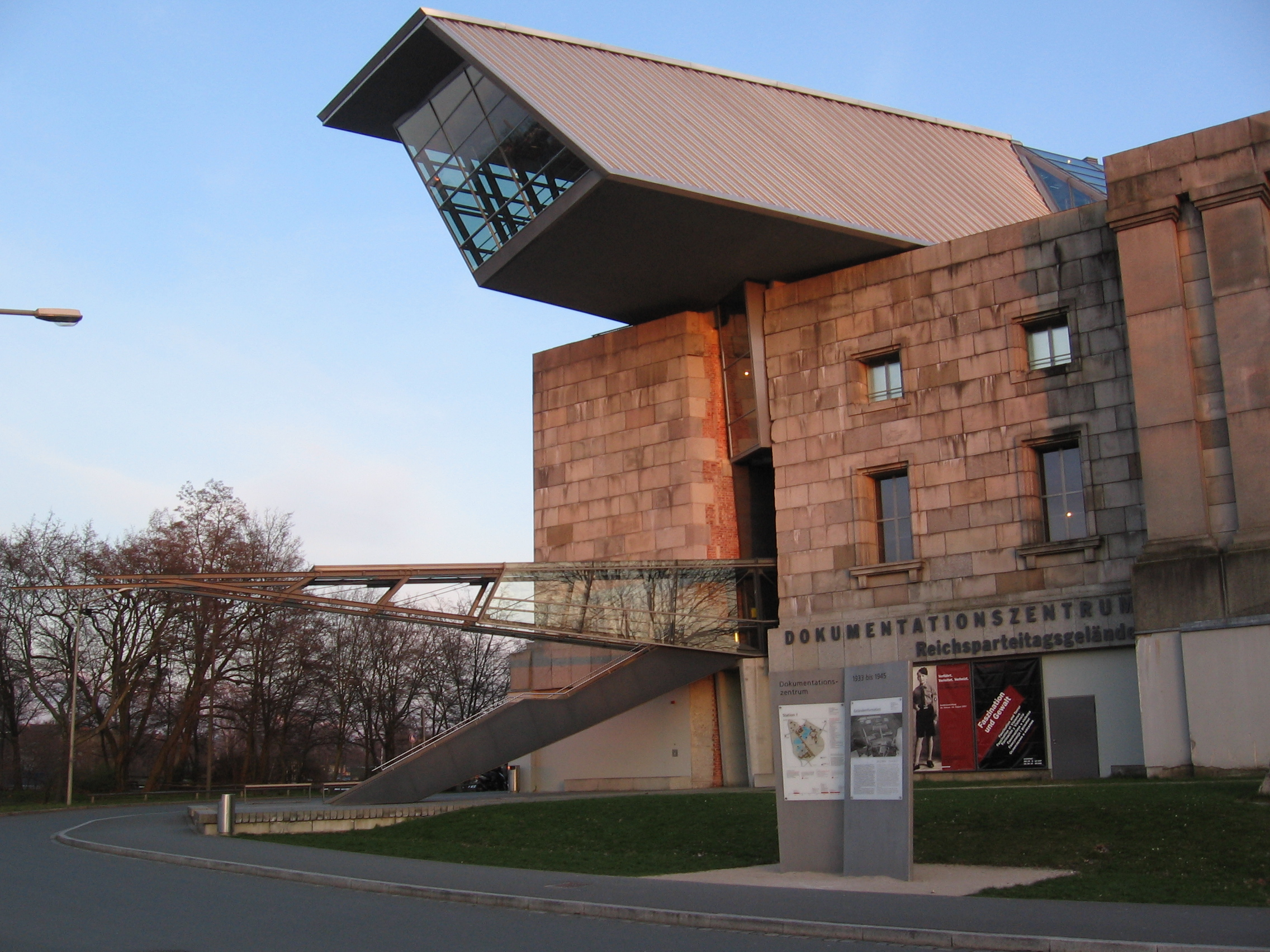
Eingang des Dokumentationszentrums im nördlichen Vorbau

Im nordwestlichen Kopfbau waren zunächst der Katastrophenschutz und das Technische Hilfswerk untergebracht. Am 4. November 2001 eröffnete dort das Dokumentationszentrum Reichsparteitagsgelände. Architektonisch wurde es von Günther Domenig gestaltet, der 1998 den internationalen Wettbewerb mit dem Vorschlag gewonnen hatte, den nördlichen Kopfbau durch einen begehbaren „Pfahl“ aus Glas und Stahl diagonal zu durchbohren und so die ursprüngliche Architektur zu sprengen. Das Dokumentationszentrum Reichsparteitagsgelände nahm in den folgenden Jahren nach und nach den gesamten Kopfbau in Anspruch.
2019 kam die Kongresshalle im Rahmen der Bewerbung Nürnbergs als Kulturhauptstadt Europas 2025 wiederum in den Fokus: die Kongresshalle sollte als Kultur- und Kreativzentrum erschlossen werden. In dem seit 2006 zu weiten Teilen leerstehenden Torso sollten „dringend erforderliche Räume“ für „junge Kreative, Musiker und Künstler“ entstehen. Gedacht war an Ateliers, Proberäume, Bühnen und Werkstätten. Das Projekt wurde als wichtiger Teil der Bewerbung als Kulturhauptstadt bezeichnet. Im Zusammenhang mit dieser Bewerbung fand am 28. Juni 2020 die Uraufführung von Selcuk Caras musikalischer Bearbeitung von Richard Wagners Die Meistersinger von Nürnberg statt. Da die Bewerbung als Kulturhauptstadt Europas erfolglos war, wurden die Pläne zunächst ad acta gelegt und erst mit der Entscheidung für das Opernhaus in der Kongresshalle wieder ernsthaft reaktiviert.
Zur Vorbereitung der kulturellen Umnutzung eröffnete Ende Mai 2023 der White Cube Kongresshalle. Im White Cube Kongresshalle sollen Ausstellungen, Lesungen, Diskussionen, Theater, Konzerte und Kunstinstallationen stattfinden. Er soll einen Einblick in die Funktionalität der ab 2027 in der Kongresshalle vorgesehenen weiteren „Ermöglichungsräume für Kunst und Kultur“ auf knapp 7 300 Quadratmetern geben. Gleichzeitig mit dem Einbau der Opernhalle (s. u.) soll ein neues Kulturareal geschaffen werden, indem Teilstücke des Bauwerks dauerhaft für eine Kunst- und Kulturnutzung erschlossen werden.
Für diese Ermöglichungsräume werden vier der insgesamt 16 Sektoren des Kongresshallen-Rundbaus umgebaut (die Sektoren eins und zwei sowie neun und zehn; die Zählung beginnt am nördlichen Ende des U-förmigen Baus, wobei die beiden Kopfbauten nicht berücksichtigt werden), so dass dort Produktions- und Präsentationsflächen für Künstlerinnen und Künstler entstehen. Damit soll auf den in Nürnberg herrschenden Mangel an Proben- und Aufführungsräumen, Ateliers, Galerien und Orten des künstlerischen Austauschs mit konkreten Raumangeboten reagiert werden. Hierfür rechnet die Stadt mit Kosten von 44 Millionen Euro.

## Nutzung als Opernhaus

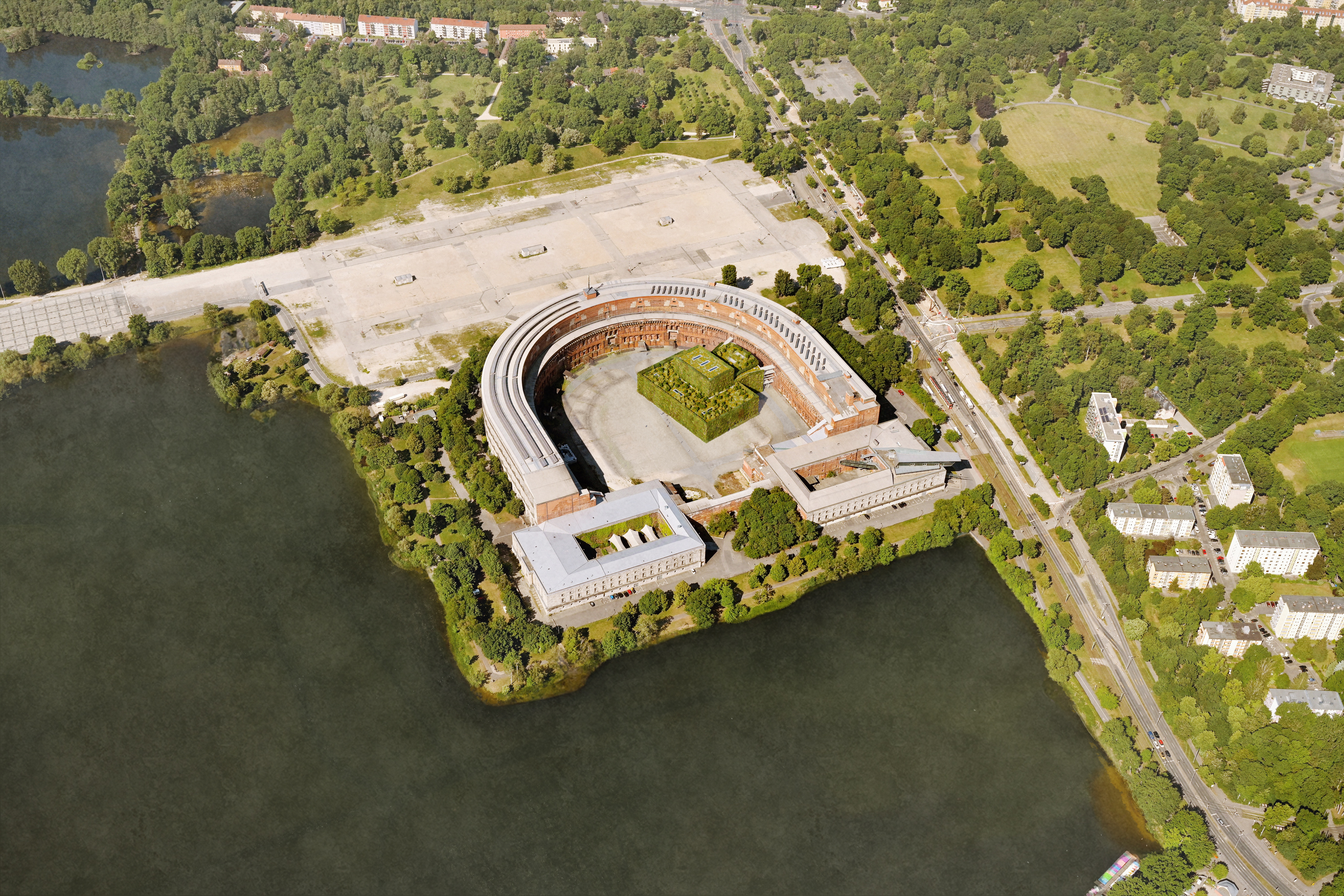
Opernhaus im Innenhof, Visualisierung des beauftragten Architekturbüros LRO und der Baufirma Georg Reisch

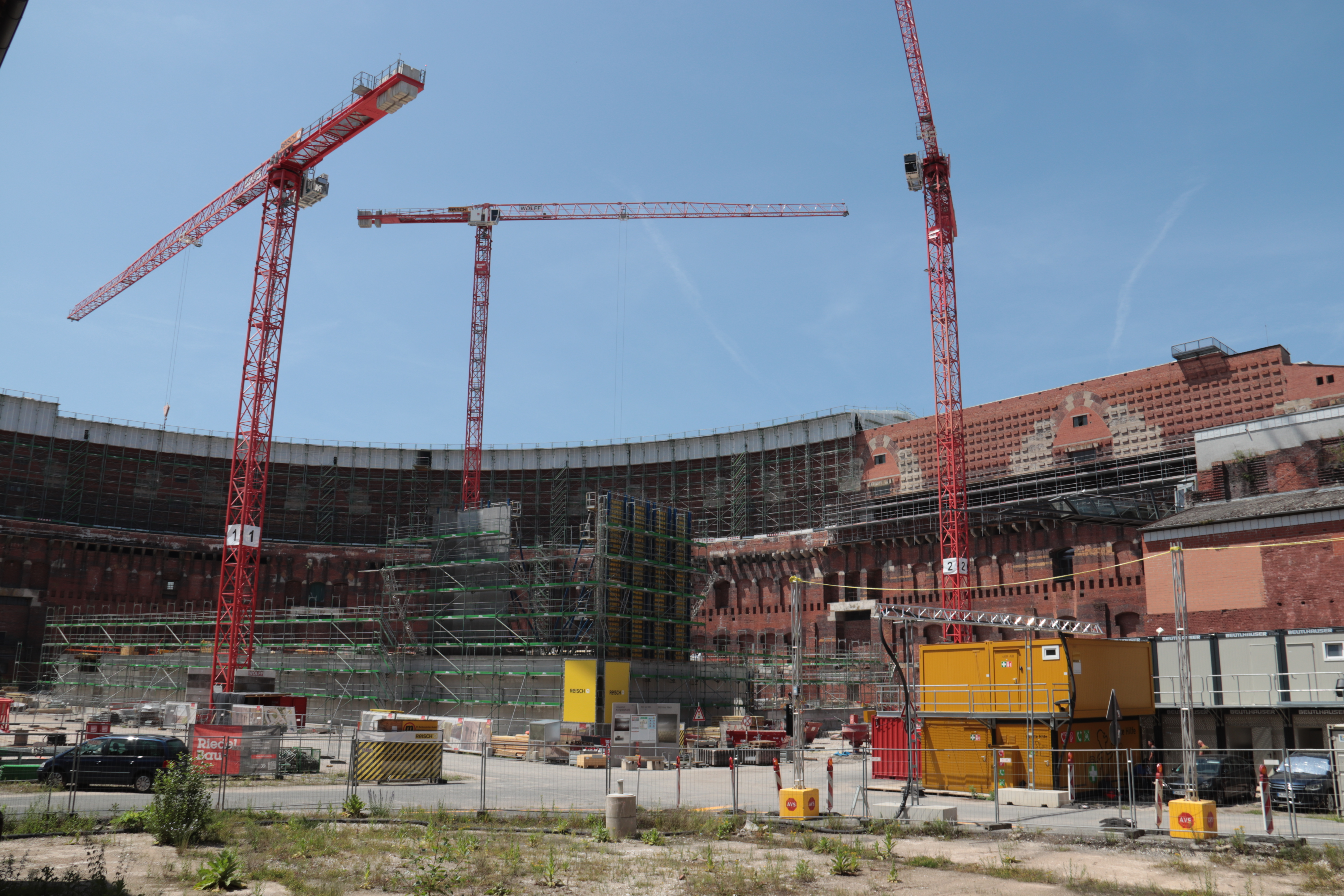
Bauarbeiten für das Opernhaus, Juni 2025

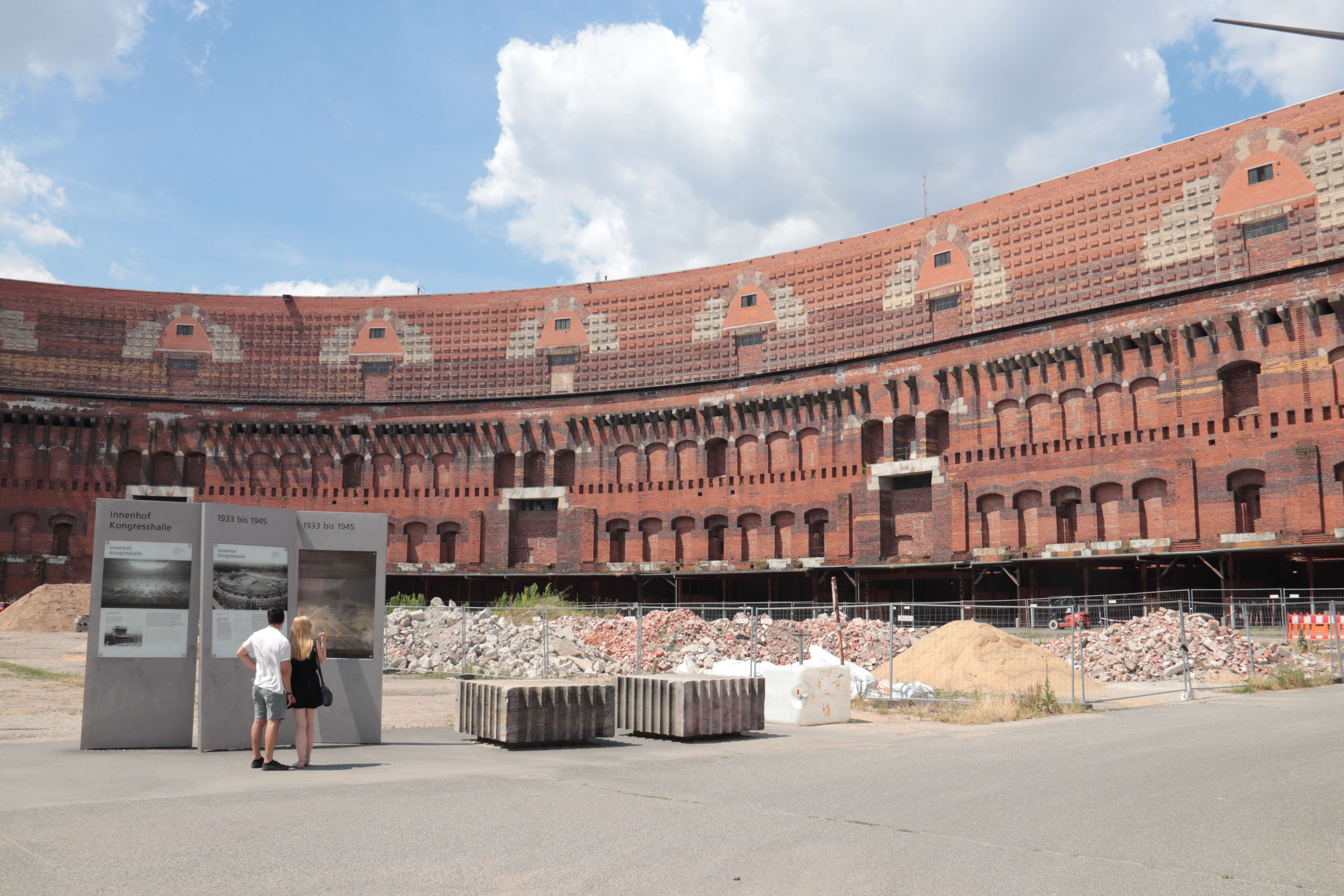
Innenhof der Kongresshalle vor Baubeginn des Opernhauses. Links Infotafel, die beiden Steinblöcke daneben sind Segmente der ursprünglich geplanten Säulen im oberen Drittel unter dem Dach. An der nordwestlichen Innenwand etwa in Bildmitte bzw. im Bereich vor den beiden großen zugemauerten Tore G und H im EG soll die Opernhalle platziert werden.

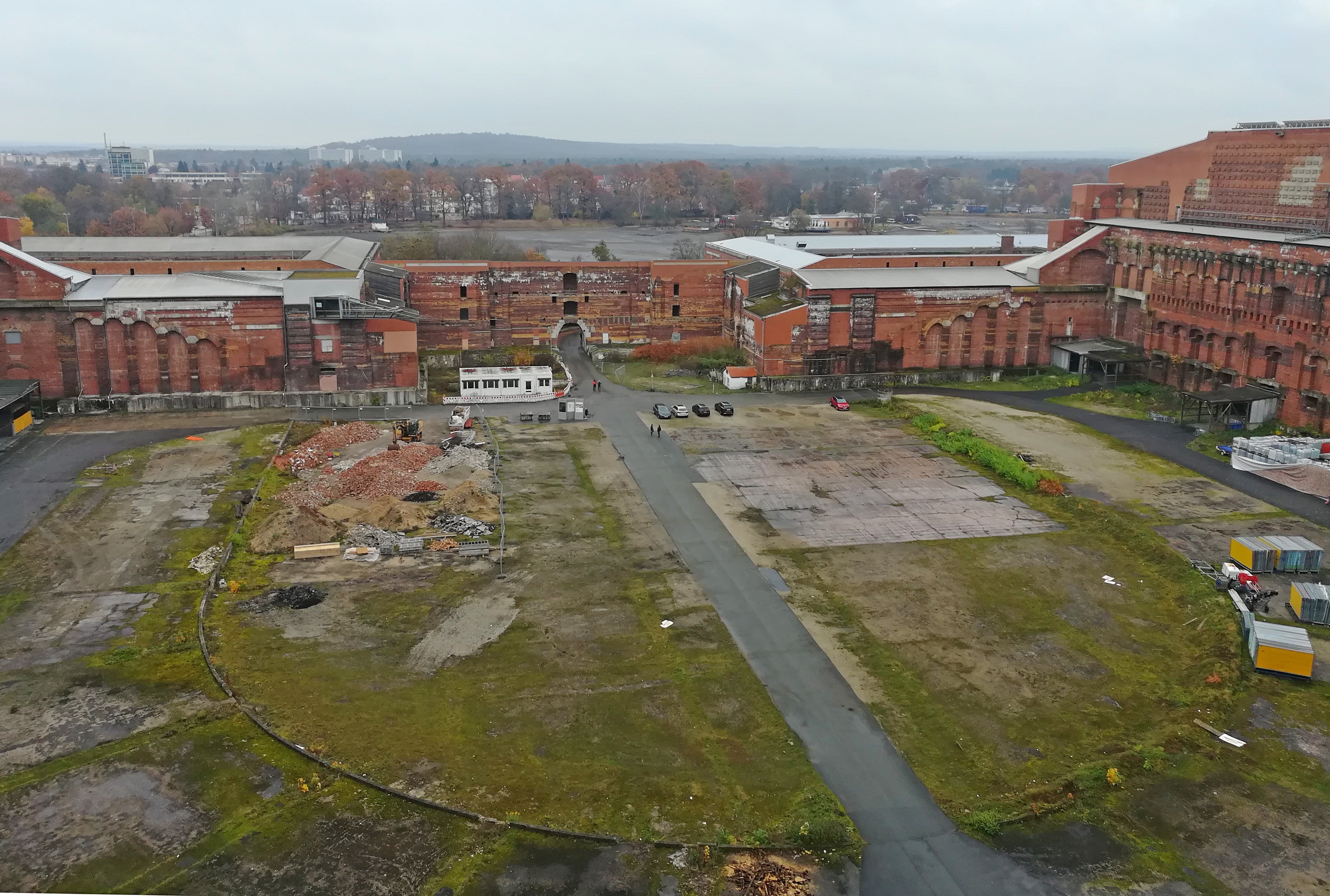
Innenraum der Kongresshalle vom ehemaligen Café Königshof aus gesehen (bzw. vom grau zugemauerten Tor im 2. OG links der Bildmitte auf dem oberen Bild), November 2021. Links unmittelbar vor dem Standort des Fotografen entsteht seit Anfang 2025 der Aufführungssaal des Opernhauses

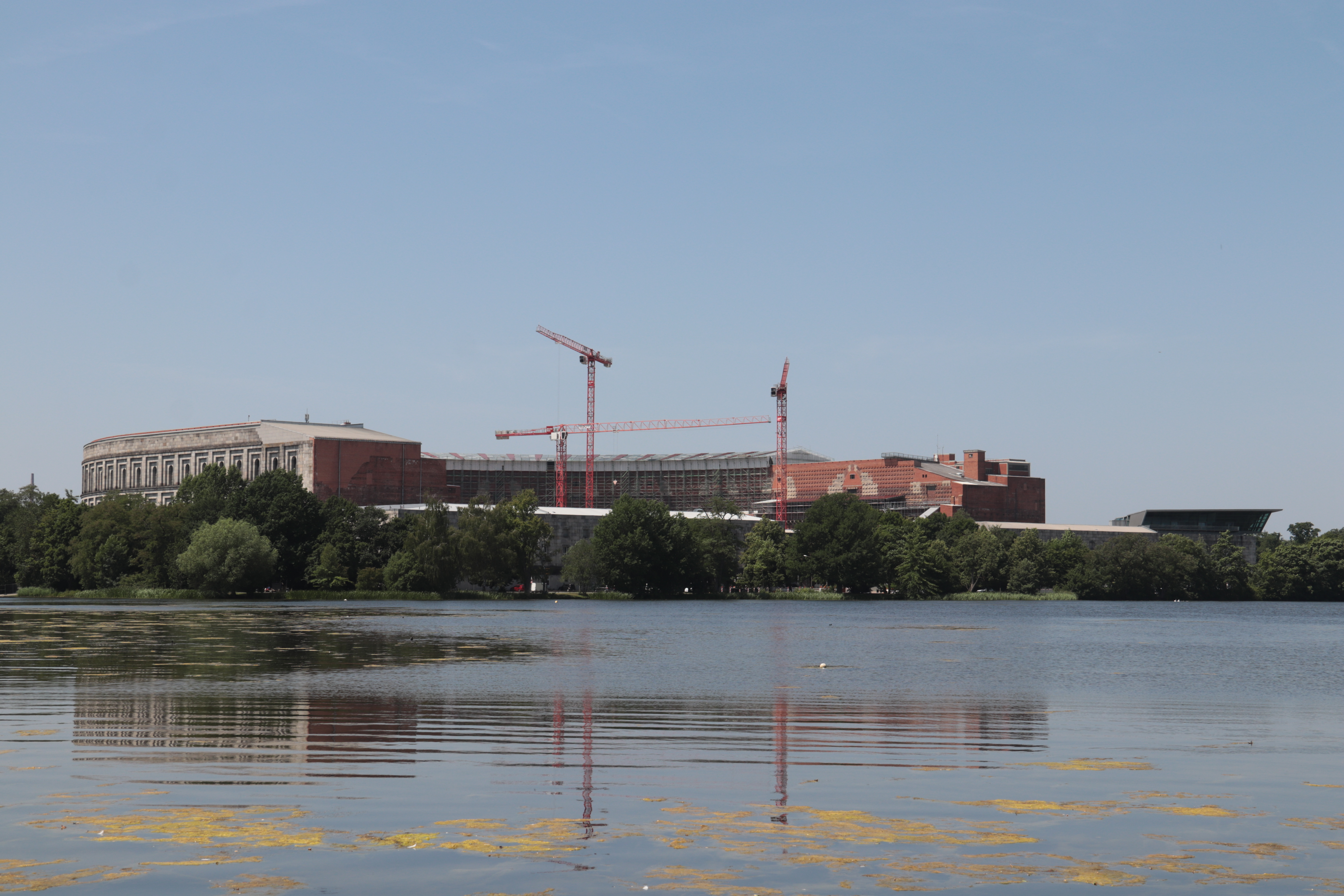
Ostansicht der Kongresshalle, im Innenhof die Kräne für den Bau des Opernhauses

Zu kontroversen Diskussionen führte das im August 2021 erstmals als Möglichkeit publik gemachte und am 15. Dezember 2021 im Nürnberger Stadtrat beschlossene Vorhaben, die Kongresshalle als Ausweichquartier für das sanierungsbedürftige Opernhaus Nürnberg zu verwenden.
Die Kritik bezieht sich dabei weniger auf eine generelle kulturelle (Um-)Nutzung, sondern überwiegend auf die Einfügung eines neuen Baukörpers im Innenhof des unter Denkmalschutz stehenden NS-Propagandabaus. Im November 2024 erfolgte der Baubeginn der Oper, der neue Baukörper wird bei einer Bruttogrundfläche von 13.079 Quadratmeter einen Bruttorauminhalt von 87.900 Kubikmeter umfassen. Zur Spielzeit 2028/29 sollen die Sparten Musiktheater, Ballett und Konzert des Staatstheaters einziehen, während das Opernhaus am Richard-Wagner-Platz saniert und erweitert wird.

### Projektierung und Beschluss
Eine Projektskizze dieser Umnutzung war schon am 7. Mai 2021 in der nichtöffentlichen Sitzung der vom Nürnberger Stadtrat geschaffenen Oper-Kommission vorgestellt worden. Entsprechend der Machbarkeitsstudie benötigt das Opernhausinterim rund 15.300 Quadratmeter an Nutzfläche, dabei 11.300 Quadratmeter für Nebenräume, die im Rundbau der Kongresshalle untergebracht werden sollen (Büros, Probenräume und Werkstätten). Für die Bühnen und den Orchestergraben werden insgesamt 4000 Quadratmeter angesetzt, die in einem noch zu bauenden Zuschauersaal im Innenhof unterkommen sollen. Denkbar für den Saal seien ein Standort im Innenhof und drei Standorte vor der Außenfassade. Die Studie behandelt baurechtliche, bautechnische und bauphysikalische Aspekte sowie Fragen des Brand-, Natur- und Artenschutzes, nicht berücksichtigt wurde dagegen die Stellung des Gebäudes für die Erinnerungskultur vor Ort.
Oberbürgermeister Marcus König, CSU, SPD und Grüne stimmten dieser Lösung zu. Die Nürnberger Nachrichten (NN) als auflagenstärkste Lokalzeitung sowie die zum selben Verlagshaus gehörige Nürnberger Zeitung (NZ) kommentierten mehrfach dezidiert im Sinne dieser Möglichkeit; Beobachter sprachen davon, dass die Entscheidung von einer „Kampagne der Lokalzeitungen NN und NZ“ sekundiert worden sei. Die finanziellen Vorteile würden überwiegen, der Baugrund sei schon vorbereitet, das Dach der Kongresshalle müsse sowieso saniert werden, man könne auf Zuschüsse des Landes Bayern hoffen und die Stadt müsse für das Gelände keine Miete zahlen, weil es ihr gehört. Außerdem gebe es keine feste Vertragslaufzeit; so könne die Stadt flexibel auf die tatsächliche Bauzeit reagieren. Zudem drängten der Orchestervorstand der Staatsphilharmonie Nürnberg und die Personalvertretung des Staatstheaters Nürnberg auf eine Nutzung der Kongresshalle als Opernhaus, eine Alternative sehe man nicht. Man befürworte „eine verantwortungsbewusste kulturelle Nutzung der Kongresshalle und damit auch eine Interims-Spielstätte in der Kongresshalle – gerade deshalb, weil wir uns die künstlerische Auseinandersetzung im Sinne einer Erinnerungskultur zutrauen“, so die Personalvertretung der ca. 650 Beschäftigten. Es könne nicht den Staatstheater-Beschäftigten angelastet werden, dass nun die Zeit dränge, weil wichtige und unbequeme Entscheidungen „über Jahrzehnte verschleppt“ worden seien. Im Vorfeld war kritisiert worden, die Stadtverwaltung und die Stadtspitze hätten mit einem „hausgemachten Zeitdruck“ und einer „Vorfestlegung“ auf die Kongresshalle den nötigen Diskurs über diese Nutzung verhindert.
Am 17. Juli 2024 entschied der Stadtrat, das Projekt an die Georg Reisch GmbH & Co. KG, Bad Saulgau, zu vergeben. Grundlage ist der Entwurf zum Ergänzungsbau vom Stuttgarter Architekturbüro LRO GmbH & Co. KG.

### Interimsbau versus dauerhafte Nutzung
Der bayerische Ministerpräsident Markus Söder sprach sich anlässlich eines Ortstermins (u. a. mit Bürgermeisterin Julia Lehner) am 11. Februar 2022 für eine dauerhafte Nutzung des Interimbaus aus, woraufhin Generalkonservator Mathias Pfeil, Leiter des Bayerischen Landesamtes für Denkmalpflege, vollends von der Forderung auf Entfernung nach der Zwischennutzung abrückte (siehe auch unten): Zur Stellungnahme des Landesamts für Denkmalpflege vom Oktober 2021, wonach man die „fachlichen Bedenken“ zurückstellen könne, wenn „der tatsächliche Rückbau nach der Interimszeit gewährleistet ist“, meinte Pfeil anlässlich der Besichtigung der Kongresshalle: „Das ist eine Aussage, die ich heute nicht mehr trage“. Karl Freller, CSU-Politiker und Direktor der Stiftung Bayerische Gedenkstätten, der bei dem Besichtigungstermin ebenfalls anwesend war, stufte in einem korrespondierenden Statement „Orte der NS-Propaganda“ wie die Kongresshalle anders ein als Konzentrationslager wie in Flossenbürg und Dachau, die als „steinerne Zeugen der Verbrechen“ authentisch zu erhalten seien. Bei der Kongresshalle sei „kein Beweischarakter vorhanden für die NS-Verbrechen“. Man könne das Gebäude deswegen anderweitig nutzen.
Später wurde zudem die Förderung nach dem Bayerischen Finanzausgleichsgesetz (BayFAG) angeführt: Nach den Vorgaben des Freistaats Bayern sie diese nur möglich, wenn ein Gebäude mindestens 25 Jahre genutzt wird. „Dies gilt auch für den Ergänzungsbau im Innenhof der Kongresshalle. So wird die Kongresshalle auch nach der Rückkehr des Staatstheaters an den Richard-Wagner-Platz ein Areal der Kunst und Kultur bleiben“.

### Platzierung im Innenhof
Das Entscheidungsgremium im Gutachterverfahren „Ausweichspielstätte für die Musik- und Tanztheatersparten des Staatstheaters Nürnberg“ sprach sich am 30. Juni 2022 in nichtöffentlicher Sitzung dafür aus, den Ergänzungsbau für das Interim von „Oper und Tanz des Staatstheaters Nürnberg“ – der Bühnenraum, Orchestergraben, Zuschauerraum und Nebenräume umfasst – an der nordwestlichen Innenseite des Kongresshallen-Torsos zu errichten. Die „Funktionsräume“ des Theaterbetriebs sollen im Bestand der Kongresshalle mit Anbindung an den Ergänzungsbau eingebaut werden. „Das Gremium ist mit großer Mehrheit überzeugt, dass die Gesamtwirkung des Innenhofs unwesentlich beeinträchtigt und insbesondere die architektonische Intervention von Günther Domenig aus dem Jahre 2001 in ihrer Wirkung nicht geschmälert wird. Der Relevanz der Kongresshalle für die Erinnerungskultur und die Bildungsarbeit wird umfassend Rechnung getragen“.
Die Nürnberger SPD, die zunächst dafür plädiert hatte, für das Interim möglichst einen Standort an der Außenseite zu finden und den Innenbereich der Kongresshalle von Bebauung freizuhalten, signalisierte am 1. Juli 2022 ihre Zustimmung für das Votum der Jury.
Der Landesdenkmalrat stimmte mit Mehrheit in seiner Sitzung vom 18. Juli 2022 „der teilweisen Bebauung des Innenhofs der Kongresshalle Nürnberg für das Nürnberger Musiktheater unter der Bedingung zu, dass es sich um einen komplett reversiblen Interimsbau handelt, der auch allen weiteren Forderungen des Denkmalschutzes insbesondere in gestalterischer Hinsicht gerecht wird.“ Der Beschluss empfehle nach Worten des Vorsitzenden Thomas Goppel nicht ausdrücklich den Rückbau des Opernhauses in der NS-Kongresshalle, man wolle lediglich sichergestellt wissen, dass bei einer „weiteren Gestaltung ein möglicher Rückbau berücksichtigt werde“.
Am 8. Juli befürwortete die Opernhauskommission die Empfehlung der Jury, am 20. Juli 2022 entschied der Stadtrat ebenfalls und endgültig mit großer Mehrheit, dass die Opernhalle wie von der Jury empfohlen an der nordwestlichen Innenseite des Kongresshallen-Torsos platziert wird.
Die Georg Reisch GmbH & Co. KG, Bad Saulgau legte 2024 einen entsprechenden Entwurf des Stuttgarter Architekturbüros LRO vor, der im Juli 2024 vom Stadtrat zur Verwirklichung ausgewählt wurde.

### Kosten und Finanzierung
Für das Opernhausinterim in der Kongresshalle wurden Ende Oktober 2021 zunächst Kosten von über 106 Millionen Euro genannt: rund 40 Millionen Euro für den eigentlichen Aufführungssaal, der im Innenhof der Kongresshalle errichtet werden soll, und 66 Millionen Euro für die Einbauten wie Büros, Übungsräume und Garderoben in der Kongresshalle.
Für die Spielstätte des Staatstheaters in der Kongresshalle wurden im Oktober 2023 108 Millionen Euro veranschlagt. Davon entfielen 42 Millionen Euro auf die Planung und Errichtung des Ergänzungsbaus im Innenhof, der Rest überwiegend auf die Ertüchtigung von sechs Sektoren für Garderobe, Werkstätten und Funktionsräume (der Rundbau setzt sich aus 16 gleichartigen Sektoren zusammen). Für die Ertüchtigung von vier weiteren Sektoren zu „Ermöglichungsräumen“ für Kunst und Kultur (s. o.) rechnete die Stadt mit Kosten von 44 Millionen Euro, alleine hierfür sollte das Land Bayern 12 Millionen Euro übernehmen. Weitere 59 Millionen Euro entfielen nach damaliger Rechnung auf die grundsätzliche, baurechtskonforme Nutzbarmachung des Kongresshallen-Rundbaus. Hierfür sollen EU-, Bundes- und Landesgelder genutzt werden. Insgesamt waren 2023 für die neue Spielstätte des Staatstheaters, für die Ermöglichungsräume sowie für die substanzerhaltende Maßnahmen des Bauwerks 211 Millionen Euro im Mittelfristigen Investitionsplan (MiP) der Stadt Nürnberg eingestellt.
Im Rahmen des Förderprogramms KulturInvest gab der Haushaltsausschuss des Bundestages in seiner Sitzung vom 28. September 2023 Mittel in Höhe von 29,5 Millionen Euro für den Substanzerhalt und die grundsätzliche Nutzbarmachung der Kongresshalle frei.
Für die Errichtung der neuen Spielstätte des Staatstheaters Nürnberg in der Kongresshalle beantragte die Stadt Nürnberg beim Freistaat Bayern Fördermittel nach Artikel 10 des Bayerischen Finanzausgleichsgesetzes (BayFAG), was eine mindestens 25-jährige Nutzung voraussetzt. Der Freistaat Bayern sollte 75 Prozent der Kosten für die Spielstätte übernehmen, das wären nach der ursprünglichen Kostenschätzung 81 Millionen Euro gewesen. Die Stadt Nürnberg wollte nach damaligen Stand ein Viertel der Kosten tragen.
Bis Mai 2024 verdoppelte sich die Kostenschätzung für den Ergänzungsbau im Innenhof auf 80 Millionen Euro (2023: 42 Millionen Euro).
Die Ersatzbauten für die zuvor in der Kongresshalle untergebrachten Einrichtungen der Polizei, der Feuerwehr, des Roten Kreuzes und des Schaustellerverbandes kosteten 4,27 Millionen Euro.
Am 17. Juli 2024 genehmigte der Stadtrat die Erhöhung des Kostenrahmens für den Ergänzungsbau im Innenhof um mehr als das Doppelte, von 42 Millionen auf 85,5 Millionen Euro.
Im Mai 2025 gab die Stadt Nürnberg bekannt, dass sie die Kosten des Gesamtprojektes der „Kulturentwicklungsvorhaben Kongresshalle“ (Oper und „Ermöglichungsräume“ für Künstler) derzeit auf 296 Millionen Euro veranschlagt, davon werden „voraussichtlich“ 210 Millionen Euro durch Fördermittel des Bundes, des Freistaates Bayern und der Europäischen Union finanziert. Weiterhin entschied der Stadtrat, für den Ergänzungsbau eine neue Bühnenmaschinerie in der Oberbühne anzuschaffen (ursprünglich sollte jene aus dem bisherigen Opernhaus verwendet werden). Die daraus resultierende weitere Kostensteigerung wurde nicht benannt.

### Zeitplan
Die Mieter im Rundbau der Kongresshalle erhielten Anfang Januar 2022 eine außerordentliche Kündigung zum 30. Juni 2022. Der Auszug zog sich bis April 2024 hin.
Mitte März 2022 wurde die Ausschreibung der Objektplanung bekannt. Dieser zufolge sind erhebliche Eingriffe in die Außenfassade geplant, die bei denkmalgeschützten Gebäuden im Normalfall nicht genehmigt würden: Voraussichtlich sollen bis zu 100 teilweise großformatige neue Fenster und Fassadenelemente in die Außenwand zum Innenhof des historischen Baus eingefügt werden. Für die Nebenräume des Neubaus im Innenhof sind die Sektoren drei bis acht des aus 16 baugleichen Sektoren bestehenden Rundbaus vorgesehen (die Zählung der Sektoren beginnt am nördlichen Ende des U-förmigen Baus, wobei die beiden Kopfbauten nicht berücksichtigt werden).
Ende März 2023 gab die Stadt Nürnberg bekannt, dass die Nürnberger Oper nicht – wie zunächst geplant – schon 2025 in die Kongresshalle umzieht. Die Ersatz-Spielstätte für das Staatstheater wird nach Einschätzung der Stadt Nürnberg erst 2027 fertig.
Im Herbst 2023 wurde an der Nordseite des Innenhofs über die gesamte Gebäudehöhe ein schmales Gerüst aufgestellt. Es dient der  Schadensaufnahme am Mauerwerk und zur Erprobung unterschiedlicher Methoden zur Sicherung der Ziegeloberfläche. Außerdem werden zur Bemusterung verschiedene Fenster- und Türmodelle eingebaut, „um deren ästhetische Wirkung und Funktionalität unter authentischen Bedingungen zu testen“.
Der im September 2023 veröffentlichte Zeitplan des „Kulturgroßbauprojektes Kongresshalle“ sah im 1. Quartal 2024 den Beginn der Schadstoffentfrachtung im Rundbau, im Winter 2023/2024 die Vergabeentscheidung für den Ergänzungsbau, im 2. Quartal 2025 den Baubeginn für den Ergänzungsbau und zum Jahreswechsel 2026/27 die Fertigstellung des Ergänzungsbaus vor.
Der Innenhof wurde zum Jahresanfang 2024 gesperrt, die Feuerwehrübungsfläche südlich der Zufahrt beseitigt und der Boden zwischen den einzelnen Betonfundamentplatten ausgetauscht, da diese „Schwindgassen“  mit Kriegsschutt verfüllt wurden und mit Schadstoffen belastet waren. Parallel dazu erfolgte die Dekontaminierung im Innern des Rundbaus und auf den Dächern des Rundbaus.
Im Mai 2025 gab die Stadt Nürnberg bekannt, dass sich der Eröffnungstermin der Spielstätte gegenüber dem Zeitplan 2023 um weitere zwei Jahre verzögert, derzeit rechnet man mit Jahresende 2028.

### Kritik
Historiker verschiedener Institutionen positionierten sich vor allem gegen die Hinzufügung eines neuen Baukörpers im Innenhof, der ursprünglich als Versammlungsort der NSDAP geplant war: Die Kongresshalle sei einer der wichtigsten Bauzeugen des Nationalsozialismus in Deutschland und keine beliebig nutzbare Immobilie, die Kultur dürfe nicht die Funktion des Erinnerungsortes verwässern. Das Projekt leiste keine Auseinandersetzung mit dem Nationalsozialismus; die Vorstellung, Kultur solle und könne den Propagandabau umdeuten, sei absurd, an diesen „Bauten der Gewalt und des Terrors“ lasse sich nichts umdeuten. Kulturreferentin Julia Lehner formulierte demgegenüber für die Stadt Nürnberg, das Projekt diene dazu, „die Kongresshalle zu einem Kulturareal zu entwickeln und somit einen NS-Täterort demokratisch und mit den Mitteln von Kunst und Kultur zu besetzen“. Laut Oberbürgermeister Marcus König besetzt die Stadt Nürnberg mit dem Projekt „einen Ort der Unkultur mit Kultur.“
Der Bayerische Landesverein für Heimatpflege führte in einer Stellungnahme aus: „Es handelt sich um eine Gedenkstätte, die zwar kein Tatort ist, aber ein Täterort. Sie ist somit keine Immobilie wie andere Altbauten, bei denen eine Um- oder Weiternutzung ja in der Regel wünschenswert ist.“ Bevor man „auf dieser Nazi-Jubelstätte“ Opern spiele, müsse eine ausführliche Debatte geführt werden, ob und wie das überhaupt angemessen sei.
Heimatpflegerin Claudia Maué, der die Stadt Nürnberg laut entsprechender Satzung in allen den Denkmalschutz betreffenden Fällen „rechtzeitig Gelegenheit zur Äußerung […] geben“ müsste, wurde nach eigenen Angaben nicht beteiligt und habe „resigniert“ (Februar 2022).
Ebenfalls kritisch äußert sich der Verein Geschichte für Alle, der mit historischen Rundgängen und Veröffentlichungen seit Jahrzehnten die Geschichtsarbeit vor Ort leistet. Daraufhin wurde der Verein und seine Rundgangsleiter als „Ewiggestrige der Erinnerungskultur“ bezeichnet und ihnen Eigennutz unterstellt, da Geschichte für Alle e. V. durch den Verlust seines hervorstechendsten Exponats – den „verstörend öden NS-Innenhof“ – angeblich um die Attraktivität seiner Führungen fürchte. Der Verein Geschichte für Alle, der nach eigenen Angaben „jährlich hunderttausenden Gästen aus aller Welt einen vertieften Zugang zur Geschichte des Nationalsozialismus bei Führungen über das Gelände ermöglicht“, nahm im Juli 2022 „die Entscheidung für den Standort Innenhof Kongresshalle mit Bedauern zur Kenntnis.“ Der „Lernort ehemaliges Reichsparteitagsgelände“ werde durch den Einbau des Opernhauses in den Innenhof der Kongresshalle dauerhaft und unwiderruflich verändert, unter „vermeintlichen Sachzwängen und künstlichem Zeitdruck ohne ausreichend Zeit für breite und tiefergehende Diskussionen“ seien Entscheidungen getroffen worden, die „das Bauwerk als historisches Dokument irreversibel verändern.“
Das Bayerische Landesamt für Denkmalpflege sah die „Hof-Möblierung“ zunächst ähnlich kritisch und bestand in einer Stellungnahme der für Nürnberg zuständigen Oberkonservatorin Kathrin Müller im Oktober 2021 (öffentlich bekannt geworden erst im Januar 2022) auf einer Entfernung der Halle nach der Zwischennutzung, u. a. da der Hof quasi ein Exponat des Dokumentationszentrums sei – „wenn nicht sogar das bedeutendste“. Das Landesamt sei sehr früh in die Überlegungen der Stadt eingebunden gewesen und habe dringend geraten, „diese Diskussion um die Abwägung der verschiedenen Aspekte als breiteren gesellschaftlichen Diskurs zu führen“. Das Bayerische Landesamt für Denkmalpflege sah prinzipiell kein Problem bei einer dauerhaften kulturellen Nutzung des Rundbaus der Kongresshalle, sofern „eine denkmalgerechte Detailplanung stattfindet“ und „der Rückbau des zusätzlichen Baukörpers [im Innenhof] nach der Interimszeit gewährleistet ist.“ Weiter hieß es: „Der Innenhof ist prägender Bestandteil des Baudenkmals. […] Gerade durch seine Größe und Leere veranschaulicht er deutlich zugleich die Megalomanie der nationalsozialistischen Ideologie sowie deren Scheitern […]. Jegliche ‚Möblierung' dieses in sich so aussagekräftigen Raumes schmälert diese Botschaft erheblich“. Diese Position wurde jedoch von Amtsleiter Mathias Pfeil relativiert: Er schließe einen dauerhaften Bau nicht aus, aber ein Eingriff dieser Tragweite könne nur auf Grundlage einer gesamtgesellschaftlichen Diskussion beschlossen werden. „Eine Entscheidung über ein 50 bis 100 Millionen Euro teures Bauvorhaben kann und will der Denkmalschutz nicht alleine treffen.“ Im Übrigen habe die Stadt Nürnberg immer nur eine Stellungnahme zu einem Interim erbeten.
Kurz nach der Entscheidung über die Platzierung des Zusatzbaus im Innenhof wurde bekannt, dass die wissenschaftlichen Mitarbeiter des Dokumentationszentrums Reichsparteitagsgelände „ausdrücklich“ und „über den Dienstweg“ angewiesen wurden, zu den Ergebnissen der Jury zu schweigen, also keine fachliche Einschätzung der erfolgten Empfehlung abgeben dürfen. Die Stadt Nürnberg bestätigte dies auf Anfrage. Der davon nicht mehr betroffene Hans-Christian Täubrich, Gründungsdirektor i. R. des Dokumentationszentrums Reichsparteitage, stellte daraufhin die Frage in den Raum, wie man der Welt die Nürnberger Oper im NS-Propagandabau erklären wolle? – Dass Nürnberg als Halbmillionenstadt keine Alternative finden könne, sei kaum nachvollziehbar. Täubrich verwies auf die 4 Millionen Besucher aus aller Welt, die sich dieses Gebäude seit Eröffnung des Dokumentationszentrums anschauten, darunter viele Nachfahren von Menschen, die unter dem NS-Regime gelitten hätten: „Ich bin mir nicht sicher, ob sie verstehen, warum dort künftig Hitlers geliebter Wagner aufgeführt werden soll.“
Der Deutsche Verband für Kunstgeschichte kam auf seinem 37. Kongress 2024 zu einer kritischen Einschätzung des Projektes: Der „Kulturproduktion wird nun eine therapeutische Rolle zur Umcodierung eines NS-Baus zugeschrieben“, diese „Form der Wiedergutwerdung“ markiere eine neuralgische Stelle des Projekts (Wolfgang Brauneis). Vorstand Martin Bredenbeck schlug vor, die Kongresshalle auf der Roten Liste dieses Verbands aufzunehmen, die auf bedrohte Denkmäler aufmerksam machen soll.